# 奥萨马·本·拉登之死
美国东部时间2011年5月1日，巴基斯坦标准时间2011年5月2日，美國海軍特種作戰研究大隊在巴基斯坦阿伯塔巴德的一次軍事作戰中，成功击毙了九一一事件的頭號嫌犯、伊斯蘭教激進派的基地組織領導人奧薩瑪·賓·拉登。
這次代號為「海神之矛」（Operation Neptune Spear）的作戰行動，在美國總統贝拉克·奥巴马親自授權下，美國中央情報局與聯合特種作戰司令部協同指揮。美國在嚴密監控該棟位在巴基斯坦阿伯塔巴德比拉爾市鎮的可能藏身建築後，證實賓·拉登已經自阿富汗邊境地區躲往位於巴基斯坦的住所。美國海軍特種作戰研究大隊（前身為海豹6隊）负责实施这次攻击，另有數名中情局特務提供必要的支援。
作戰結束之後，美軍將所發現的賓·拉登遺體帶回坐落於阿富汗的基地進行身分辨識。在經過包括DNA測驗、面部識別技術以及其親人指認後，確定賓·拉登已死亡。隨後於賓·拉登死後不過24小時內，根據伊斯蘭傳統迅速運往北阿拉伯海處，然而美國因諸多理由捨棄傳統阿拉伯土葬的習俗，而改以海葬的方式進行。同時在稍早美国东部时间晚間11點35分，美國總統巴拉克·歐巴馬親自在白宮宣布賓·拉登已因此次作戰行動遭到擊斃。巴基斯坦官方也在不久之後宣布，證實賓·拉登是由美軍擊斃的事情。
5月6日，基地組織所轄下的激進網站證實賓·拉登的死亡，並發誓要以殺害更多平民的方式報復這次突襲。其他還有如巴基斯坦好戰組織巴基斯坦塔利班運動也聲稱，他們並不阻止人們對美國與巴基斯坦發起報復行動。但對於美國絕大多數民眾來說，賓·拉登的死亡受到絕大多數人的熱烈慶祝。同時包括聯合國、北大西洋公約組織、歐洲聯盟，以及絕大數政府的正向歡迎，許多西方國家的輿論也對這一行動抱持正面看法。但也有一些人對此進行強烈的譴責，包括古巴政治家菲德爾·卡斯楚、位在加薩走廊的巴勒斯坦哈馬斯領導人等都抱持反面看法。另外也有些團體認為這是不理會法律和道德方面的殺戮行動，特別是對於為何不活捉手無寸鐵的賓·拉登而將其擊斃，受到了如國際特赦組織等團體人士的質疑。

## 早期對賓·拉登的追捕或擊殺行動

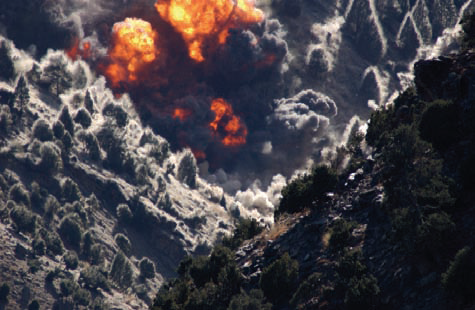
美國空軍對多拉波拉的空襲行動，攝於2001年12月。

- 1994年2月：一批利比亞軍隊前往襲擊賓·拉登位於蘇丹共和國的住所。美國中央情報局於之後的調查報告說指稱他們受到沙烏地阿拉伯的聘請，進行了這次的襲擊計畫。但隨後沙烏地阿拉伯便指責中央情報局撒謊，因為賓·拉登的出現嚴重影響了美國在蘇丹的利益[22][23]。
- 1998年8月20日：在時任美國總統比爾·柯林頓的授權之下，美軍展開了無限延伸行動。美國海軍於這次軍事行動中自紅海發射了66枚巡弋飛彈，襲擊位在阿富汗霍斯特處的基地組織訓練基地，作戰當時也懷疑賓·拉登可能也在這一營區中指揮。根據事後的報告指出，約有30人在這次襲擊中喪生[24]。阿富汗當權的塔利班政府強烈譴責了美國這次打擊行動，而仍然存活下來的基地組織領導人奧薩瑪·賓·拉登也藉此譴責了美國這次的軍事行動。這次事件在一些穆斯林國家裡引發了巨大的抗議熱潮，許多民眾紛紛指責美國這類「好鬥」的行徑。
- 2000年：美國中央情報局接獲情報說賓·拉登車隊即將穿越阿富汗山區，因此派遣駐外特工以火箭筒對該車隊進行猛烈射擊，並成功擊毀一輛座車，但在事後調查中指出當時並沒有一輛車載有賓·拉登[25]。
- 2001年12月：九一一襲擊事件之後美軍隨即發動了阿富汗戰爭入侵阿富汗，美國與其盟軍國認為基地組織的領導人賓·拉登躲藏在位於多拉波拉的崎嶇山區。然而儘管這次襲擊成功打擊了塔利班和基地組織的勢力，但仍沒有成功抓獲或殺死賓·拉登[26]。

## 定位賓·拉登
在CIA的努力之下，美軍才得以確定奧薩瑪·賓·拉登躲藏於巴基斯坦的阿伯塔巴德縣，最終成功讓特种作战研究大队得以執行任務並擊斃賓·拉登本人。美軍一直到2002年才有效掌握了賓·拉登其躲藏位置的部分片段資訊，然而經過多年的調查後確定其躲藏的住所，並在2010年9月開始對該棟建築進行密集且跨組織合作的複合式偵查。

### 確認信使身份

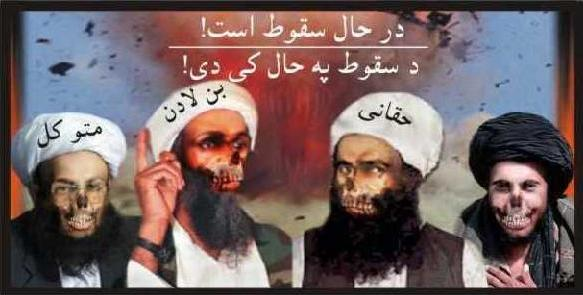
美國在進入阿富汗時使用的心理戰傳單，左側數來第二人即為賓·拉登。

賓·拉登為隱瞞自身的下落，主要是透過信使來聯絡基地組織的高級指揮官或游擊部隊。這是因為美軍於1998年對坐落在阿富汗和蘇丹的秘密基地採取了無限延伸行動，賓·拉登自此不再使用手機等電子通訊設備，因為他相信美國可藉由電信營運公司透過衛星來監控自己的行蹤。因此確認賓·拉登與基地組織聯繫的信使身分，便成為了中央情報局收集情報和審訊戰俘的重點之一，中情局情報員不斷嘗試自黑牢（Black site）和關塔那摩灣拘押中心內問出情報。
2002年時，審訊人員自關塔那摩灣的囚犯中聽到了一則未經證實的情報，指稱賓·拉登與基地組織聯絡的信使的化名為阿布·艾哈邁德·庫威蒂，有時在科威特當地則被稱作謝赫阿布·艾哈邁德。2003年時，被指控為基地組織於阿富汗領導人之一的哈立德·謝赫·穆罕默德在審訊時向情報官員透露艾哈邁德·庫威蒂的確存在，但他並非基地組織的積極參與者。
2004年，另一名囚犯哈桑·古爾（Hassan Ghul）告訴審訊人員說，庫威蒂十分受到賓·拉登、謝赫·穆罕默德以及穆罕默德繼任者的阿布·法拉傑·利比（Abu Faraj al-Libbi）等人信任。古爾並進一步透露說已經有好一陣子並沒有聽聞庫威蒂的行蹤，這使得美國情報官員懷疑他與賓·拉登共同行動。不過當審訊人員提到哈桑·古爾的說法時，哈立德·謝赫·穆罕默德仍堅持指稱艾哈邁德·庫威蒂並非基地組織的重要角色。2005年阿布·法拉傑·利比遭美軍捕獲，於2006年9月移送到關塔那摩灣拘押中心展開審問。他在審訊中對中情局的情報員提到他所知道的賓·拉登信使是另一名叫毛拉維·阿卜杜·卡裡奇·伊萬（Maulawi Abd al-Khaliq Jan）的人，並堅決否認了艾哈邁德·庫威蒂這人的存在。由於無論是穆罕默德還是利比都以不尋常的態度提供說法，且極力否認庫威蒂的相關重要性，這使情報官員推測他是少數熟知的賓·拉登位置的人之一。
儘管基地組織的成員始終沒有透露姓名，或者根本否認此人的存在，2007年時美國官員終於確定了信使庫威蒂的真正本名。不過法爾賈·利比所提供的卡裡奇·伊萬名稱，則遲遲無法確定真假。2011年4月24日時，維基解密揭露了有關關塔那摩聯合特遣部隊的大量資訊，檔案其中也曾提到阿布·法拉傑·利比向情報人員供稱毛拉維·阿卜杜·卡裡奇·伊萬便是與賓·拉登聯絡的信使名稱。為此有人猜測美國之所以提早襲擊於阿伯塔巴德的躲藏處，便是希望能在賓·拉登防備前先展開攻勢，避免賓·拉登再次躲藏於他處。到了今日，中央情報局仍一直無法證實法拉傑·利比所提供的信使毛拉維·伊萬是否真的存在。
2009年時，情報官員已經確定了這名信使的住址。到了2010年，庫威蒂與另一名已遭到竊聽的基地組織嫌疑人通話，使得中情局的準軍事特務決定開始展開跟蹤。隨後在2010年8月一次跟蹤時發現了賓·拉登於阿伯塔巴德的躲藏處，中情局特務立刻將這棟位於巴基斯坦阿塔巴哈德的莊園別墅列為重點目標。艾哈邁德·庫威蒂與另一名親友（可能是兄弟或者是表親）最终因美國在2011年5月2日對該宅邸的襲擊而丧生。中情員探員在訪問一些當地人士後，得知這棟建築由艾爾沙德（Arshad）和塔爾克（Tareq Khan）兩位普什圖族兄弟擁有。然而艾爾沙德所攜帶的老舊巴基斯坦身份證上僅寫著，他來自於巴基斯坦西北邊境恰爾薩達（Charsadda）附近的村莊。巴基斯坦的官員也沒有發現任何有關證據，證明艾爾沙德或者其周遭有可疑男子以假身份證進行躲藏生活。
直到2011年6月，巴基斯坦官員才證實了信使艾哈邁德·庫威蒂的真實身分為易卜拉欣·賽義德·艾哈邁德（Ibrahim Saeed Ahmed），誕生於巴基斯坦的斯瓦特山谷（Swat Valley）附近的村落。在加入基地組織後，他和他的兄弟巴爾（Abrar）以及他們的家屬都住在賓·拉登的藏身建築。

### 賓·拉登的躲藏處

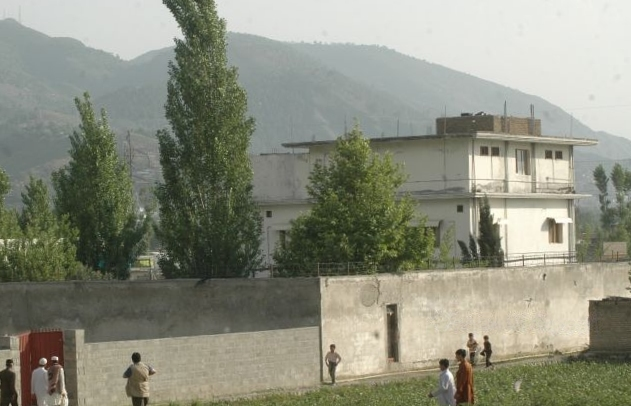
以水平視角拍攝賓·拉登的躲藏處，可以看見其庭院四周遭高牆隔離。

中央情報局大量利用衛星監測照片和各式情資報告，試圖確定位在阿伯塔巴德的這棟建築裡除了賓·拉登的信使外，是否還有其他高價值目標躲藏著。因此辨識建築物內居住住戶的身分便成了首要事項，到了2010年9月美國中央情報局的情報分析專家所得到的結論是，該建築物的設計「似乎是專門用於隱藏某個重要人物」，而這個人極有可能就是賓·拉登。情報官員推測，賓·拉登與他的年輕妻子以及家人共同生活在那裡。
這棟三層樓建築於2004年建造完成，整棟建築坐落於一條狹窄土質道路的末端。由Google地球上的衛星照片所製成的地圖表明該建築物在2001年尚不存在，但到了2005年時拍攝的圖像中便已經建成。建築物位於阿伯塔巴德市中心東北4.0公里（2.5英里）處，而阿伯塔巴德則距離巴基斯坦靠東側與阿富汗相鄰的邊界約有160公里（100英里），而與印度相鄰的邊界則大約有32公里（20英里）。該建築物往东北方1.3公里（0.8英里）便是著名的巴基斯坦軍事學院，這所表現突出的軍事院校足以和美國的西點軍校以及英國的桑德赫斯特皇家軍事學院相提並論。相較於附近的房屋，整座建築佔据了相当于當地平均建築面積8倍大的土地，整個庭院則有3.7米至5.5米高（12英尺至18英尺）的混凝土牆圍繞，其上甚至還安裝有鐵絲網防止他人窺視，整個建築還設計有兩道安全門。此外三樓的陽台上還有一個高2.1米（7英尺）的隱私牆，這足以掩蓋身高達193厘米（6尺4寸）的賓·拉登。
這棟建築並沒有設置類似網際網路和固定式電話的设施來與外界聯繫，甚至他們不像鄰居般直接丟棄垃圾給回收業者，而是以其內住民自行收集垃圾並加以徹底焚燒的方法來處理垃圾，這些異常的舉動也引起了情報人員的懷疑。當地居民稱這棟建築物為瓦齊里斯坦的哈維里（Haveli），因為他們認為建築的主人便是來自瓦齊里斯坦。

### 情報收集

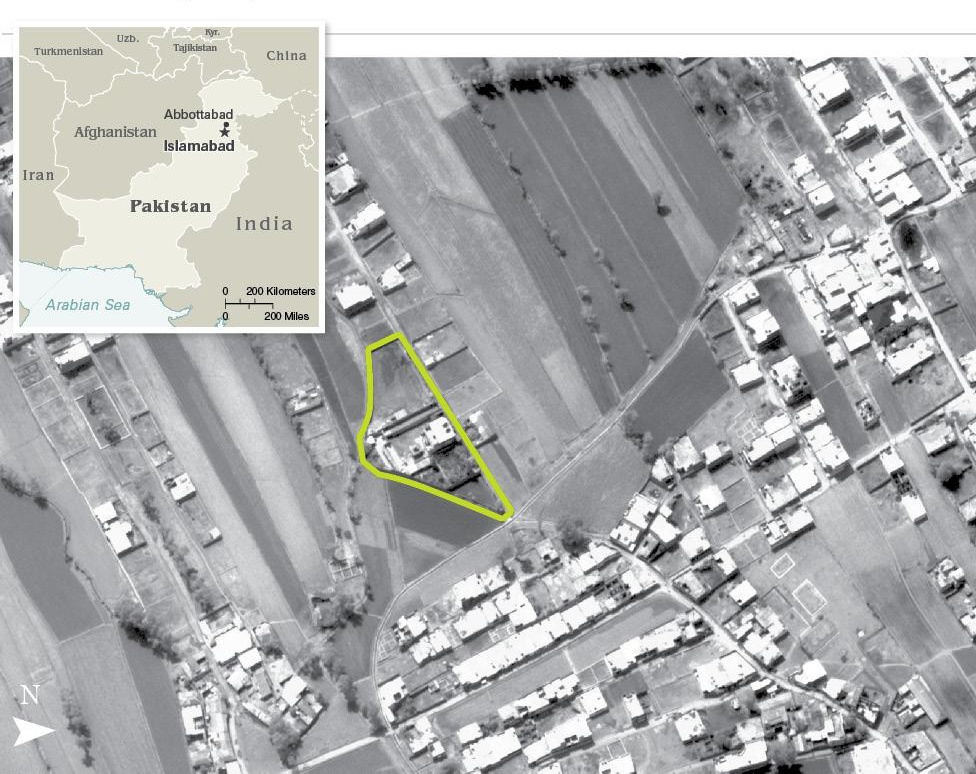
美國中央情報局所提供的奧薩瑪·賓·拉登位於阿伯塔巴德城市旁的強化住所，攝於2011年巴基斯坦上空中。

在美國中央情報局的主導之下，美國各個情報部門開始對這一建築進行嚴密地監控并收集各式情報，其他重要部门包括美國國家安全局、美國國家地理空間情報局、國家情報總監以及美國國防部等都對這一行動抱持積極態度。根據 《華盛頓郵報》報導：「根據美國一名官員指出，由於（情報蒐集）這工作的花費廣泛且昂貴，中央情報局於（2010年）12月前往美國國會，以確保能夠重新取得幾千萬美元的預算給各個機構運用。」
美國中央情報局在阿伯塔巴德租了一棟住宅，並投入一整個特務團隊對該建築和庭院就近監視（Stakeout）數個月。中情局的情報小組也試圖利用線人或者是及其他技術從建築物中收集有關賓·拉登的情報。這棟租用住宅在賓·拉登遭擊斃後被情報小組遺棄。美國國家地理空間情報局則派遣RQ-170偵查機對這棟建築陸陸續續照下眾多照相資訊，並協助聯合特種作戰司令部利用其對建築物空中偵照所獲得的分析數據，重新建築一棟專門用來進行任務模擬的練習屋。此外，國家地理空間情報局也試圖從庭院中走動的人影，整理出住宅內住戶的生活型式、人數、可能身高以及性別等。
奧薩瑪·賓·拉登躲藏處的設計形式很可能是其被发现的主要原因，一名參與了追捕行動（Manhunt）的前中情局官員告訴《華盛頓郵報》說：「整棟建築有三层（Storey）高 ，你可以从各种角度清楚地观察它。」美國中央情報局采用一套叫做「紅隊」（Red team）的流程对采集的情报进行独立的分析，以审核本拉登住在这栋建筑内的各种证据。一名政府官員表示：「我們進行了多次的紅隊演習以及其他型式的分析，來統整我們情資工作所得到的各種證據。最後沒有其他可能的人選比賓·拉登更符合我們所找到的各種條件。」儘管官員们声称他們非常密集且努力地搜集情資，但沒有任何美國情報機構在行动前成功拍攝到賓·拉登的照片，或者是成功錄製那个全家住在上面二层楼的神秘男子的聲音。」

## 海神之矛作戰
官方對這次作戰行動的正式代號為「海神之矛行動」，其中「海神之矛」是指由尼普頓手持的三叉戟；它也出现在特種作戰資歷章（Special Warfare insignia）的图案中，三叉戟的三個分叉分別象徵海豹部隊同時具有海上、陸上以及空中執行任務的能力。

### 目標
美聯社援引兩名美國官員的說法，指稱這次行動是「一個擊斃或逮捕的任務，因為美國不會殺害手無寸鐵且試圖投降的人」，但報導中也說：「很顯然，從一開始那些牆壁後方的人士並沒有打算投降。」美國國土安全委員會（United States Homeland Security Council）的白宮反恐顧問约翰·欧文·布伦南，在這次襲擊之後發表聲明說：「如果我們有機會還是會讓賓·拉登活下來，但前提是他沒有發出任何危險訊息，這樣的情況下我們便會當場逮捕他。」美國中央情報局局長萊昂·帕內塔在接受《PBS NewsHour》採訪時表示 ：「（任务中的）授权是殺死賓·拉登……当然根據交戰法則（Rules of engagement），如果他當時举手投降，並且沒有任何威脅，那麼就会逮捕他。但是他們有完全的授权可以擊斃他。」
然而，一名未具名的美國國家安全部官員告訴路透社記者說：「『這是一個击毙任務』，且明確地不希望在巴基斯坦境內逮捕到一個還活著的賓·拉登。」另一個來源則指出這是個指定「击毙」的任務，而不是單純的「逮捕」行動。消息中提到「情報官員在選定參與任務訓練的特種部隊人員數個星期後，告知這些成員說：『我們認為我們已經找到了賓·拉登，而你的工作就是要殺了他。』」一名官員則回憶說，當海豹部隊聽到這則訊息時開始歡呼。

### 戰術規劃
在對位於巴基斯坦的躲藏建築物進行詳細的情報收集後，自2010年9月開始美國總統巴拉克·歐巴馬便開始多次會見其國家安全顧問，同時2011年1月中央情報局首次向时任聯合特種作戰司令部（JSOC）指揮官的威廉·麥克雷文海軍中將提到該棟建築物的存在。麥克雷文認為派遣突擊部隊襲擊的方式十分簡單，但他關心巴基斯坦之後可能的反應。不過基於這項資訊，威廉·麥克雷文邀請海軍特種作戰研究大隊的隊長與中央情報局團隊於維吉尼亞州蘭利中央情報局情報中心討論。最後由這名代稱「布萊恩」的隊長主持的小組於蘭里中央情報局的情報中心成立，另外還邀請另外6名聯合特種作戰司令部的人員共同計畫襲擊任務。
這時除了以直升機搭載的方式展開進攻的方案外，另一種方案則是在美國情報官員的導引、由匿蹤轟炸機B-2幽灵式展開攻擊。聯合特種作戰司令部部分高層也曾建議展開聯合作戰行動，建議「在任務發起前幾個小時會合巴基斯坦的情報特工，之後針對住宅展開美巴合作的聯合突擊行動」，或者是直接與巴基斯坦軍方合作展開聯合行動，藉此還能避免發生相關的國際主權爭議，但這項行動很快就被規畫者否決了。原因之一是歐巴馬認為巴基斯坦政府和軍隊不能夠信任，擔心巴基斯坦方面可能會事先為針對賓·拉登的作戰行動發出警告，導致賓·拉登或他的同夥能夠即時因應即將發生的襲擊。一名總統高級顧問告訴《紐約客》說：「真的對於巴基斯坦能否守住這個秘密一秒感到信心缺乏。」在為了能夠保障作戰任務的安全性為前提之下，因此美國情報和軍事官員建議行動前應該避免讓巴基斯坦知悉突襲行動的策畫，也盡量排除與巴基斯坦官方的相關接觸。另一種方案則是藉由遠端操控無人駕駛飛機，隱密地對該棟住宅展開攻擊。利用無人駕駛飛機的方式很快因計畫的缺失遭到了否決，一來無人飛機所能搭載的火力十分有限，再來則是因為該藏身處的位置位在「巴基斯坦的國家首都防空攔截區」內，因此這方案在中途遭到巴基斯坦軍方打斷的機率極高。
3月14日時，歐巴馬首次召開了國家安全會議以擬定有關的行動計劃草案。之後在襲擊之前的6星期中，「許多種可能的行動執行方式」陸陸續續提交給國家安全會議，且「在接下來的數週鉅細靡遺地討論」各個方案的可能性。然而巴拉克·歐巴馬擔心如果花費太久時間的話在巴基斯坦的特遣部隊便會先被發現，因此希望能夠盡快討論出結果並著手進行。此外美國國防部長羅伯特·蓋茨和其他軍方官員表示，他們對於賓·拉登是否真的躲藏在該建築中感到懷疑，同時也對於是否值得派遣特種部隊襲擊該地也有所保留。最後會議結束時，巴拉克·歐巴馬比較傾向展開轟炸的方式，並指派2名美國空軍人員對於這一方案進行更加深入的研究。
然而中央情報局一直無法排除在躲藏處的下方還存在一個完善的地下掩體的可能。假設這個掩體存在的話，则有可能要投下近32枚910公斤（2,000磅）的聯合直接攻擊彈藥才能将其完全摧毀。就算能夠對賓·拉登的住宅進行準確的轟炸，以這樣的彈藥量至少會導致一棟建築捲入爆炸半徑（Blast radius）之中；以這樣的計算方式來看的話，準確轟炸除了能讓目标建築物中的人死亡外，至少還會導致10幾名平民因此喪生。此外，在轟炸過後，美國仍将無法提出明確的證據來證明賓·拉登在轟炸當時的確躲藏於住宅中。因此如果執行這一容易造成平民傷亡的方案，很大機率上會影響美軍反恐戰爭的形象。這些建議在3月29日的國家安全會議中提出，使得歐巴馬暫時擱置轟炸的方案。相對的，他也與威廉·麥克拉文相互討論了襲擊計劃的各種方案，同時也對於麥克拉文所提出的直升機突襲計畫表示出興趣。而在這場國家安全會議之中，同意海軍特戰研究大隊在美國近海基地的訓練設施演練，這是因為這處設施結構類似任務執行處」。
麥克拉文一開始便計畫讓海軍特種作戰研究大隊執行任務，最後選定由其轄下藍色、金色、紅色和銀色4支主力中隊中的紅色中隊執行該次任務，該紅色中隊的總部位在維吉尼亞的漢普頓路培訓支援中心內。一名最近退伍的海軍特種部隊人員在《海軍時報》採訪中表示，之所以選擇紅色中隊，是因為他正好處於「隨時準備好前往執行任務」，也就是「沒有任何進行警戒或者部署他處」等其他任務的状态。此時紅色中隊早在沒有受到大眾注意的情況之下，已經自阿富汗返回美國進駐，且該中隊的成員都能夠熟悉乌尔都语的使用且在海外已有多次跨國行動的經驗。策劃小组开始并未将完整任務內容告诉中隊，而是要求它先組織一個小隊。海軍特戰研究大隊的紅色中隊很快開始了密集的訓練。一般認為海豹部隊是在4月10日以及4月18日時，分別於北卡羅萊那州和內華達州進行大型任務排演根據；不過根據《每日電訊報》報導指出，演練應該是分別在4月7日和4月13日之間，由24名海豹部隊隊員展開任務的實地驗證。
然而此次突襲行動亦包含許多風險，包括需要大量的事前準備和訓練才能實現任務目標。同時由於「訓練所花費的時間以及得更深入地調查賓·拉登藏身處，將會使得數個月之間內洩漏訊息的可能性大為增加」。此外，一名承擔此次作戰任務的官員也坦承當時十分擔心如果任務失敗的話，最壞情況下將會讓人聯想起1980年在伊朗人質危機中，不幸失敗的鷹爪行動；或者是在1993年的摩加迪休之戰之中，惡名昭著的黑鷹墜落後的慘況。
而負責規劃進攻戰術的籌劃小組則認為海軍特戰研究大隊在來往阿伯塔巴德的途中，極可能必須要面對巴基斯坦軍方的反擊。為此他們認為運送部隊的直升機在飛行時要盡可能安靜，且必須擁有低雷達能見度的設計。不過一方面美國曾提供巴基斯坦相關裝備以及人員訓練，使得美軍能夠有效推估巴基斯坦軍方的防守能力；另一方面美國政府曾以提供F-16戰隼戰鬥機為條件，換取美國偵察機可以針對巴基斯坦的各個軍事基地進行持續24小時的偵查，因此當巴基斯坦空軍緊急起飛「應敵」時美國能立即警覺。

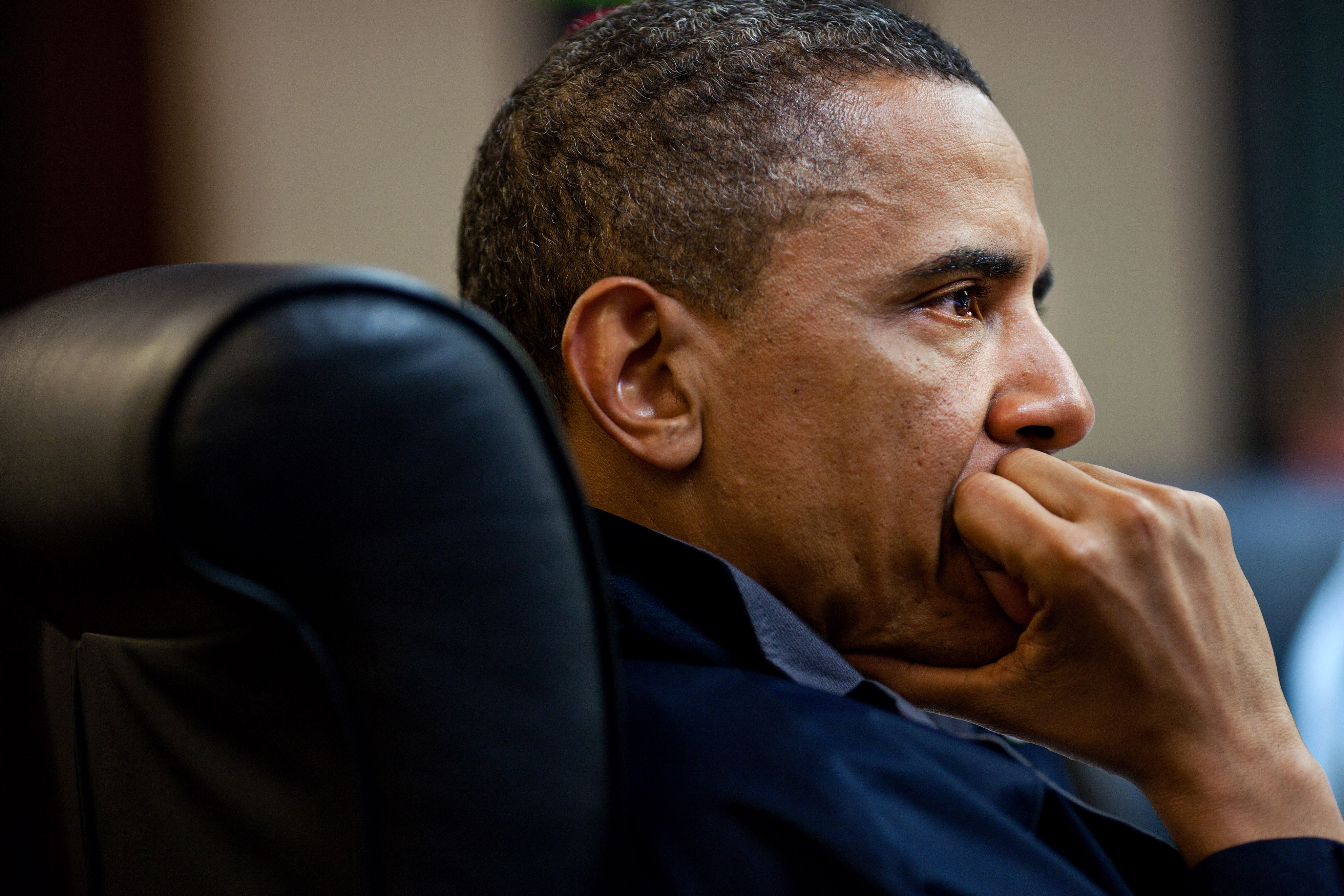
美國總統歐巴馬正在一邊聆聽一系列會議討論話語，一邊思考這次針對賓·拉登的任務所造成的可能效應，由白宮官方攝影師彼特·蘇沙（Pete Souza）攝於2011年5月1日的白宮戰情室。

4月19日時，國家安全會議的成員決定採納以特種部隊突擊該棟建築的方案。然而儘管歐巴馬已經查閱了有關直升機襲擊作戰的文件，但是他對於之後和巴基斯坦展開的談判計畫抱持悲觀的態度。同時歐巴馬要求麥克拉文保證能夠掌握進攻部隊的動態，並在有必要的時刻便得立即撤出。此時海軍特戰研究大隊被指示盡量避免任何與巴基斯坦軍隊或警察部隊的接觸，並且將雙方不幸展開交戰作為最後的戰術可能解決手段。為因應這一有可能發生的場面，總統巴拉克·歐巴馬授權各大小戰鬥隊伍得以依照命令，前往增援並處理與巴基斯坦軍隊爆發的軍事衝突。而如果不幸有海軍特戰研究大隊的戰士遭到巴基斯坦警方或軍方逮捕時，將會由擔任參謀長聯席會議主席的海軍上將麥可·馬倫致電給巴基斯坦陸軍參謀長阿什法克·佩爾韋茲·卡亞尼（Ashfaq Parvez Kayani），希望能夠藉由談判的方式釋放突襲部隊的成員。此外在計畫中也增加了如果賓·拉登選擇投降的應對方案，在他投降之後海軍特戰研究大隊將會把他送到附近的巴格拉姆空軍基地（Bagram Airfield）監禁。
到了4月中以後，麥克拉文與海軍特戰研究大隊轉往位於阿富汗的巴格拉姆空軍基地旁的阿爾法營區（Camp Alpha）展開培訓練習，在該地便有建築了一座占地約一英畝、按照所獲得的情報重建出的住宅來提供訓練。其中在4月26日，突襲部隊成員搭乘波音C-17环球霸王III自歐西安納海軍航空站（Naval Air Station Oceana）離開美國，中途於位在德國的拉姆施泰因空軍基地停泊後便巴直接飛抵格拉姆空軍基地，之後則於4月27日抵達賈拉拉巴德進行準備。
4月28日時，由海軍上將馬倫向國家安全會議的成員解釋最終方案的內容。其中為了能夠在萬一發生「自己打出一道出口」的情況下有所因應，將會有數架CH-47直升機搭載增援部隊前往附近的地點與突襲部隊會合。在會議中歐巴馬提到在批准這次任務之前，希望能夠直接和麥克拉文進行一點討論。在談話中巴拉克·歐巴馬詢問麥克拉文自從抵達阿富汗之後，是否有發覺一些事情而讓他對於任務的成功失去信心。麥克拉文回答說他的團隊已經做好準備，只要接下來的幾個晚上阿伯塔巴德當地夜色為小月光時，便能夠為這次突襲行動提供良好的條件。
4月29日上午8時20分，巴拉克·歐巴馬於外交接待大廳（Diplomatic Reception Room）召集了約翰·布倫南、托馬斯·唐尼隆以及其他國家安全顧問進行作後討論，最終允許海軍特戰研究大隊得以襲擊位在阿伯塔巴德的可疑建築。不過這次原本定於隔日執行的襲擊計劃，巴拉克·歐巴馬於當天晚上得知由於當地多雲的天氣，計畫必須推遲到第2天才能夠展開行動。4月30日時歐巴馬再次聯絡於阿富汗進行指揮的麥克拉文，除了期許海軍特戰研究大隊能夠有好的表現外，也感謝他們對於這次任務的付出。

### 计划執行

#### 入侵

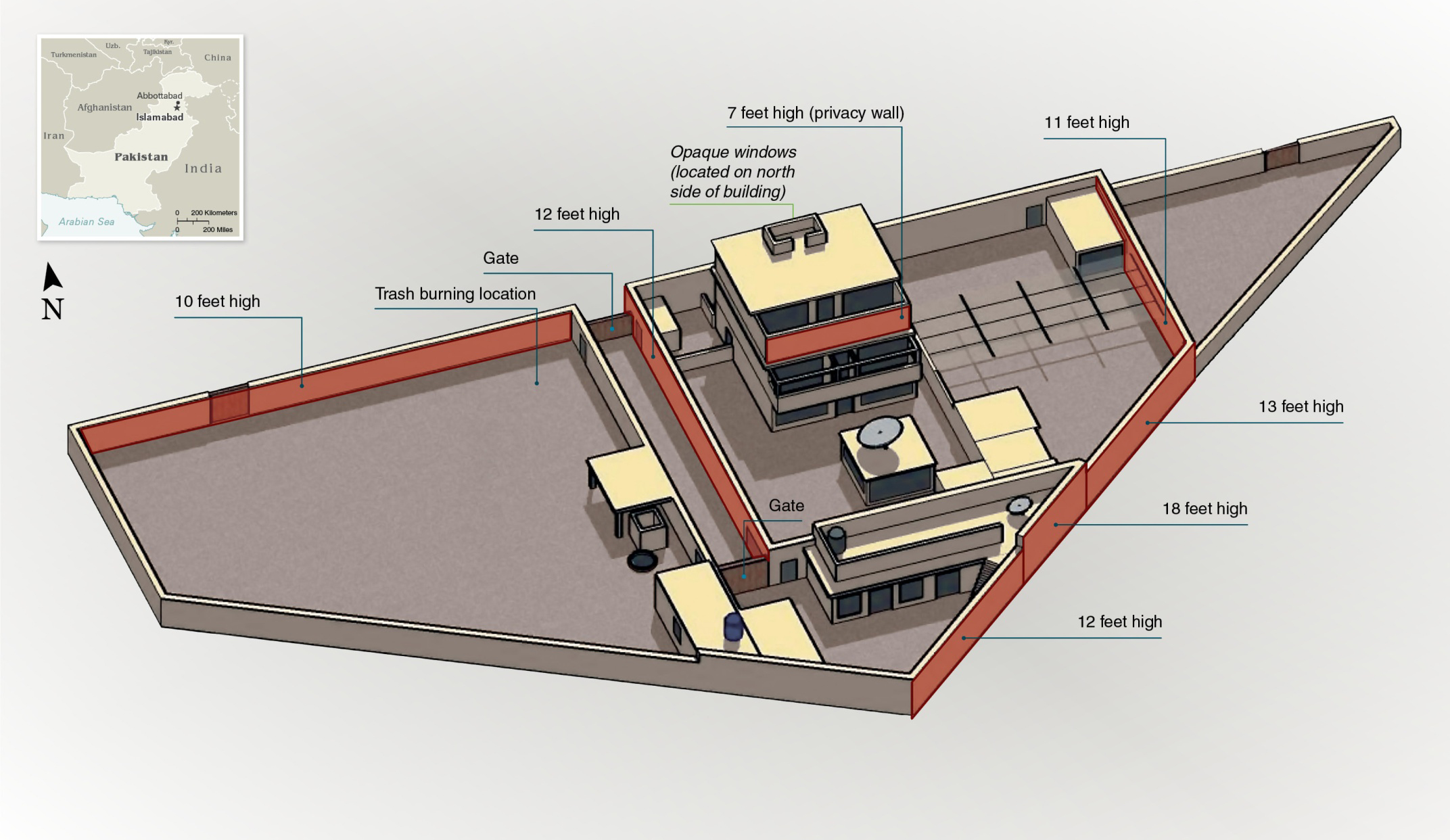
美軍公布的奧薩瑪·賓·拉登藏身的三層豪宅結構圖，可以看到該宅院有高聳的混凝土圍牆環繞著。

巴拉克·歐巴馬於5月1日中午1時22分，授權中央情報局局長萊昂·帕內塔對這次抓獲或擊斃賓·拉登的任務得以全盤的掌握，而也由帕內塔負責將總統所授權逮捕或者擊斃賓·拉登的指示傳遞給麥克拉文。下午3時以後，美國總統歐巴馬邀請許多重要國家安全事務的政府官員進入白宮戰情室觀看襲擊影像。影像是由無人航空載具以夜視鏡頭進行拍攝，之後連同人位在中央情報局總部的帕內塔其影像一同傳往白宮戰情室的螢幕上；影像視角的選定主要是由位在隔壁辦公室的馬素爾·韋伯（Marshall Webb）以一台筆記型電腦選擇，而在影像播放的同時則由萊昂·帕內塔講述現在的進展情況。類似的影像除了與帕內塔所在的中央情報局總部連結外，位在阿富汗當地、由麥克拉文領導的現場指揮中心也能觀看相同的影像，另外五角大廈的指揮中心以及位在伊斯蘭瑪巴德的美國駐巴基斯坦大使館也監看著這次行動。
在這次襲擊規劃中主要由聯合特種作戰司令部進行任務指揮，24名美國海軍特種作戰研究大隊（DEVGRU）將乘坐兩架隸屬於第160特种作战航空团的直升機展開攻勢。然而出於美國尚未與巴基斯坦處於軍事對峙狀態的法律的因素，因此軍事人員前往巴基斯坦的任務分配與現場狀況的掌握則由中央情報局的便衣調查員負責。在這次任務中海軍特戰開發小組總共投入兩個小隊的兵力，成員身上都配備有M4卡賓槍或HK416突擊步槍（兩者都附加抑制器）、夜視鏡、個人防護設備（Personal armor）和手槍等。
根據《紐約時報》的報導，共有「79名突擊隊員和1條狗」參與了這次行動，期中參與該任務的軍犬為一隻被命名為開羅的比利時馬利諾斯牧羊犬。雖然迄今對於軍犬於任務中的具體命令仍不清楚，但極有可能對牠進行了嚴格的爆炸物偵測（Explosive detection）訓練，或者負責擔負帶領隊員追踪其他重要目標的角色。而根據一份報告指出，它的任務是「跟踪任何試圖逃跑的住宅成員，並警告海豹部隊的突擊隊員有關任何巴基斯坦安全部隊的接近」。另外軍犬可能除了警告突襲隊員可能有巴基斯坦的軍隊靠近之外，可能也擔負了尋找建築物內所有隱藏房間或者暗門的角色。除了一般戰鬥人員外，也有其他相關作戰人員投入了這次的突襲任務之中，這包括有負責詢問住宅成員的語言翻譯官、負責軍犬照顧與指揮的訓練員、操控直升機前往現場的直升機飛行員、負責戰術聯絡資訊情報收集的監控人員，以及利用高度機密的高光譜成像儀進行導航的領航員等。
執行突襲任務的直升機自阿富汗東北部的巴格拉姆空軍基地（Bagram Airfield）起飛，於阿富汗東部的賈拉拉巴德城市外圍的臨時指揮基地進行最後整備後，便緩緩越過邊界駛入巴基斯坦境內。在隸屬於美國陸軍特種作戰司令部、有著「夜行者」稱號的第160特種作戰航空團（160th Special Operations Aviation Regiment）協助之下，這批特種部隊搭乘2架已經做過改良的MH-60黑鷹直升機前往住宅上空。除了這2架黑鷹直升機擔負了整個突襲任務的主要部隊運輸外，另外還有3架更大體積的CH-47重型直升機作為備用運輸工具使用。其中於這次任務使用的黑鷹直升機為過去從未曾公開發表的「匿蹤」版本，這使得直升機能夠更加安靜的於天空中飛行，同時也比傳統版本的設計更難以被雷達所監測到。但也由於這款黑鷹直升機因為在匿蹤方面的設計而增加了許多額外的重量，這使得直升機操控性能受到天氣的嚴重影響，甚至其上所搭載的人員或貨物得以「每盎司」來作準確的估量。
除了針對該棟建築展開攻勢的突擊隊外，在地面上也有因應各種情況隨時待命的特種部隊成員。其中在賈拉拉巴德和阿伯塔巴德之間的「荒涼地帶」便有2艘到3艘的CH-47直升機隊伍待命中，其中這些CH-47直升機在機身內配備有M134迷你砲機槍以及提供黑鷹直升機使用的備用燃油。而在飛機上則搭載有2個小隊、至少有24名待命中處於隨時出動狀態的海豹隊員，而美國陸軍遊騎兵部隊也組成快速反應小組以支援海軍特戰研究大隊在兵力上的調度，這些部隊的任務是阻止巴基斯坦軍方的出現而干擾突襲計畫的進行。另外還有25名海軍特戰研究大隊以及其計畫中所搭乘的CH-47直升機部署在阿富汗邊境，能夠在緊急的時候支援突襲計畫的進行。而在作戰中除了有由第160特種作戰航空團所駕駛的直升機隊伍外，尚有由數架固定翼戰鬥機和無人航空載具投入隨時展開必要的支援行動。美國空軍也準備了一個完整的戰鬥搜索團隊和數架救援直升機以便隨時投入戰場。
這次襲擊的時間選定在幾乎沒有月光的時段展開，也因此直升機主要是藉由貼地飛行的方式進入巴基斯坦，且沒有被駐守於巴基斯坦邊境的部隊發覺。而之後直升機隊伍透過丘陵地形的掩護以及複合匿蹤技術的協助下，成功以貼地飛行的方式躲過巴基斯坦軍方所部署的雷達監控網；經過90分鐘的航行之後，第160特種作戰航空團成功將自賈拉拉巴德海豹部隊成員運抵阿伯塔巴德上空。根據任務計劃中的設定，其中第一架黑鷹直升機將會於建築物庭院的與一樓入口之間的空地上空盤旋，讓第一批海豹特種部隊的成員直接自一樓開始準備展開攻堅；與此同時，第二架黑鷹直升機將則會先在建築物東北側的院子外佈署語言翻譯官、軍犬以及其訓練員，還有4名負責警戒周遭的海豹部隊成員。緊接著第二架直升機便於屋頂上方盤旋，其上所搭載包括這次突襲行動的隊長以及6名海豹特種部隊的成員便以快速游繩的方式迅速垂降屋頂上。至此整個攻堅行動便呈現一種軍事上常用的鉗形運動型態，接著便由院子內的團隊率先對地面上的建築展開攻堅。
然而當他們於目標上空徘徊時，由於實際操作當天的氣溫高度超出了預期的標準而形成所謂的「高溫高壓」環境，這讓原訂於先在庭院間停靠的直升機面臨「渦環狀態」（Vortex ring state）的環境；再加上建築物一旁高度極高的圍牆也嚴重「阻擋了旋翼往下氣流的擴散」，這些原因都讓第一架黑鷹直升機得在危險的氣流扰動下設法控制機身，最後造成該機機尾不慎「撞擊於庭院一旁的圍牆上」。這次撞擊造成尾部螺旋翼（Tail rotor）嚴重損毀而無法再次使用，同時包括旋翼以及直升機的機身都因擠壓而出現裂痕。不過在這架直升機「機身撞入地面的當下」，飛行員迅速將直升機的機鼻撞入泥土中「以阻止它翻轉」，也因此無論是直升機內的海豹部隊還是飛行員等人員都沒有因這次軟迫降受到重傷。最後這架直升機以45度角傾倒在圍牆一旁。然而由於第一架黑鷹直升機的折損，使得指揮員不得不讓第二架直升機放棄於建築物屋頂垂降的攻堅計畫，改成降落至建築物的外側再以攀登圍牆的方式進入庭院。在與原先墜落於庭院的部隊成員會合之後，海豹部隊開始重整攻勢準備直接於地面展開攻堅行動；當地時間凌晨1時黎明突襲（Pre-dawn raid）的指令一發出，這批海豹部隊立刻以炸藥炸毀建築物的牆壁和外側門口並進入屋內搜索。

#### 交戰
海豹部隊經過庭院潛入建築物內展開攻堅，並在主建築物處發現2名居住在一樓的成年男子，而在二樓和三樓則是賓·拉登與他的家人一同居住的地方。在這次針對住宅的突擊行動中，海豹部隊由一樓開始逐一往上清除包括二樓和三樓的各個房間。根據報導所表示，建築物內有「許多年紀尚小的孩子……每個樓層都有一兩名，甚至還有一名躲在賓·拉登房間外的陽台上。」
除了這次的首要針對目標奧薩瑪·賓·拉登遭到格殺外，另外還有3名男子和1名婦女在這次行動中遭到海豹部隊成員擊斃。這些死者包括有賓·拉登的已成年兒子（在確實死者之前曾被新聞媒體推測可能為哈立德·賓·拉登或者是哈姆扎·賓·拉登）、賓·拉登的信使阿布·艾哈邁德·庫威蒂、庫威蒂的兄弟巴爾（Abrar）以及巴爾的妻子布沙拉（Bushra）。一名未具名的美國高級國防部官員表示，在這些遭到擊殺的5人之中只有1個人在被擊斃前手上持有著武器。
在海豹部隊第一小隊進入建築後，立刻在房間門口後方發現作為基地組織成員之一的艾哈邁德·庫威蒂；然而他手持一挺AK-47突擊步槍並立刻對該小隊開火，雙方隨即爆發小規模的交火，最後艾哈邁德·庫威蒂於這次交火中被擊斃。隨後海豹部隊第二小隊在主要建築一樓的另一個門口後方遇見了信使的兄弟巴爾，由於他在發現突擊部隊後疑似要前往撿拾一把放置於地上的武器，也立即被特種部隊的成員擊殺；然而在他遺體的旁邊也躺著另一名女性，後來證實巴爾的妻子布沙拉也在這場混亂中中彈身亡。在主要建築物的樓梯間，海豹部隊第二小隊再次擊斃正在衝往他們的一名22歲賓·拉登的成年兒子。
最後突擊隊在主要建築的二樓往三樓樓梯處看見了賓·拉登的蹤影，根據事後描述說當時賓·拉登「穿著一種在當地命名為庫爾塔（Kurta）、附有寬鬆上衣以及褲子的睡衣」，後來調查人員發現在這件衣物上藏有500歐元以及衣服內側縫有兩個電話號碼。當時美國特種部隊在前往三樓的途中正好看見賓·拉登在樓梯間查看發生了什麼事情。雖然海豹部隊立刻對他射擊一發子彈，但賓·拉登轉身躲過了子彈的射擊並再次退回到他的房間。緊接著突擊隊員立刻跟隨著賓·拉登進入他的房間，並在臥房中看到2位女子也在裡面。其中賓·拉登的妻子阿邁勒·艾哈邁德·阿巴杜·法塔（Amal Ahmed Abdul Fatah）站在賓·拉登，一邊掩護他一邊以阿拉伯語大喊她願意代替賓·拉登死去。1名海豹部隊成員立即向女子腿部射擊1發子彈，並立刻將房屋內2名女子壓倒並拉至一旁；而第2名海豹部隊成員進入房間後，先後以HK416突擊步槍對賓·拉登的胸口以及頭部各射擊1發子彈，部分頭骨遭子彈擊飛。海豹部隊在擊斃賓·拉登後回報說：「為了上帝和國家─這是傑若尼摩、傑若尼摩、傑若尼摩」緊接著報告說：「傑若尼摩 EKIA（指敵人在行動中喪生）。」在白宮戰情室觀看整個過程的歐巴馬在得知賓·拉登遭擊斃後，低聲說道：「我們幹掉他了。」
此時海軍特戰研究大隊的成員才在賓·拉登房間內注意到他身邊擁有著兩樣武器可用來反擊，包括放置於身旁的一把裝有7.62×39mm穿甲彈延長彈匣的AK-47突擊步槍（一說則是AKS-74U卡賓槍），以及一支俄製馬卡洛夫PM半自動手槍。不過根據他的妻子阿邁勒·法塔指稱，賓·拉登在正準備拿取他的AK-47之前便已經遭到擊斃。而根據美聯社的報導指出，當時突擊步槍是安放於門口旁邊的架子上，因此海豹部隊他們應該直到射擊賓·拉登之前都沒有看見槍枝的蹤跡。賓·拉登總共中了兩發被稱為「獵鷹」的M855 5.56×45mm 北約子彈，子彈分別貫穿被他的胸部以及他的左眼上方處，海豹部隊將這種雙連發射擊的技術稱作「雙擊」（Double tap）。
在海豹部隊進攻住宅的期間，總共有2名女性因而受傷。根據美國廣播公司新聞的報導中提到受傷者包括有賓·拉登的第五任妻子阿邁勒·艾哈邁德·法塔，她在事後調查中指出「當突擊部隊進入賓·拉登藏身房間時，她被他們的射擊的子彈擊中了腿部」。另一名受傷女性則是賓·拉登的12歲女兒薩菲亞·賓·拉登（Safia bin Laden），她因為一塊飛濺的碎片在她的腳底或腳踝處劃下深深的傷痕。由於海豹部隊在行動中紛紛遇見許多婦女和兒童，為了防止他們妨礙計畫的進行美軍只得以塑料手銬（Plastic handcuffs）或者束線帶暫時侷限他們的行動。在這次空中突襲結束後，美軍將這批倖存的居民領導至屋外集中管理，並讓他們接下來可以「被巴基斯坦軍隊發現並收留」。同時翻譯官員也開始向住在建築內的婦女以及孩童詢問有關的問題，但絕大多數人否認賓·拉登住在這棟屋子裡；同時已經受傷的阿邁勒·艾哈邁德·阿巴杜·法塔（Amal Ahmed Abdul Fatah）則發表了一篇長篇大論的演說。
賓·拉登的屍體由美國部隊帶回基地進一步驗證身份。同於襲擊中喪生的另外4名死者則留在建築物的後院處，並在巴基斯坦的警方和軍方趕來封鎖現場時將這些屍體領回做後續處理。

#### 撤離

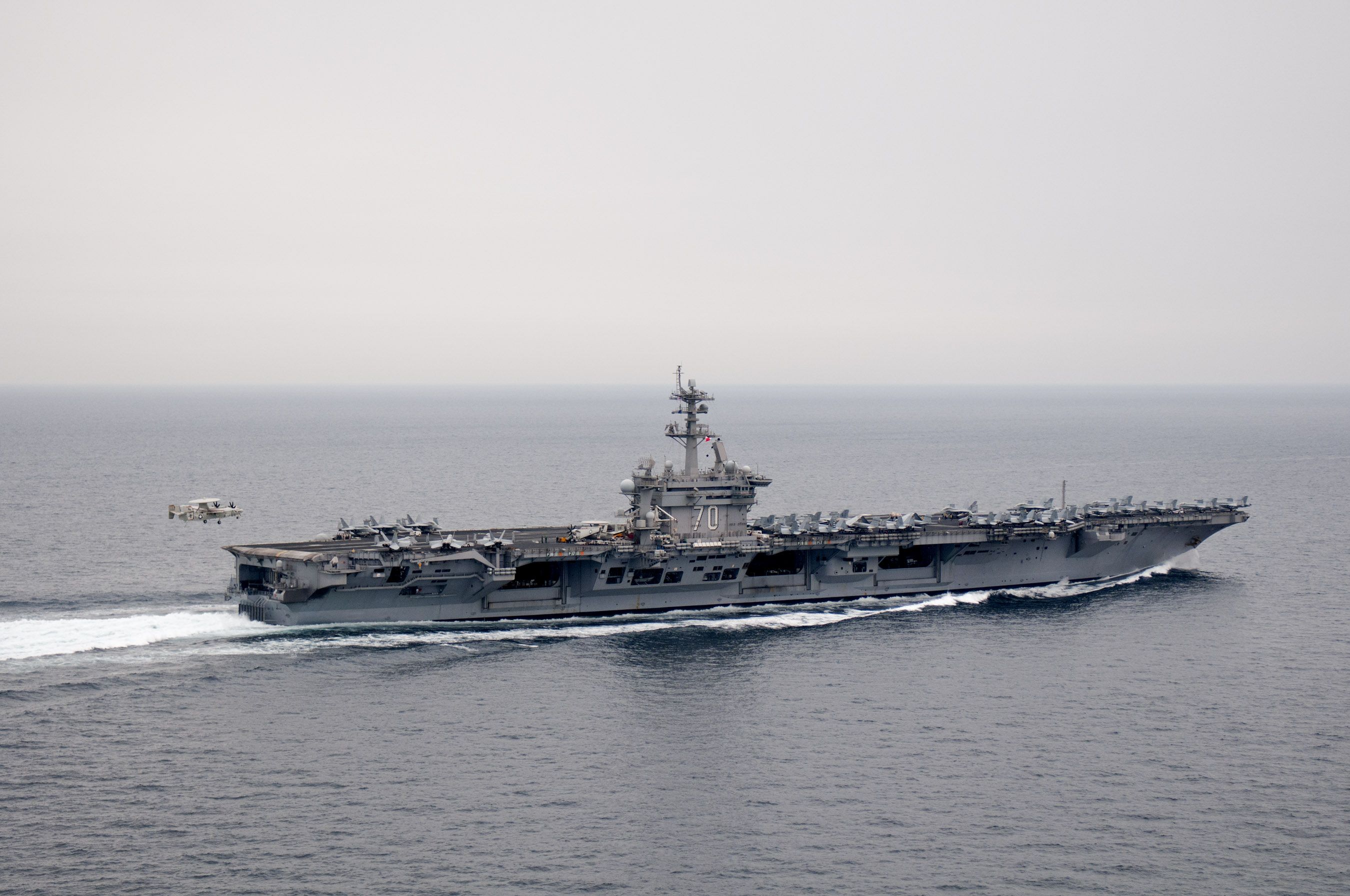
一架隸屬於美國海軍航空母艦早期空中預警第125中隊（VAW-125）的E-2C空中預警機，正準備降落在卡爾文森號航空母艦的飛行甲板上，攝於2011年4月4日波斯灣。卡爾文森號航空母艦主要是搭配艦載第17聯隊（Carrier Air Wing Seventeen）執行任務，並隨時為第五艦隊提供有關近距離空中襲擊的支援任務。

在這次襲擊建築物的行動中總共花費了30多分鐘，而如果從海豹部隊成員攻堅建築物到結束為止，則大約花費有38分鐘左右。而根據美聯社的報導，該次行動中在進攻（Offensive）建築物方面的程序約在15分鐘之內便完成。特種部隊於建築內的時間主要花在搜尋可能出現的抵抗者，因為他們得一邊保護婦女與兒童的安全，一邊「小心地從建築物內地這一房間移動至下一房間、從這一樓層爬往下一樓層」。也因此除了逮捕或者擊殺賓·拉登的任務之外，海豹部隊在清空建築物的路上一方面得找出武器的埋藏點且清除建築物內所有的假門以及路障，另一方面得在清空建築物後帶走住宅內有用的資訊情報。最後美國情報人員從建築物內搜出三把AK-47突擊步槍和兩支手槍，以及包括電腦內的硬碟、外部檔案儲存器、DVD光碟、隨身碟等需要帶回美國調查的「電子設備」，情報人員先將這些武器設備堆放於庭院後方進行初步的分析。
由於一架直升機在突擊前便因故緊急降落導致旋翼損壞，而該機也已經無法再載運特種部隊返回基地。最後美軍決定將其就地進行銷毀以保障直升機上的機密設計，這也包括其上最具有特色且具高度機密性的低可偵測性技術。隨後，一批美軍將「從建築物撤離的婦女和孩童移往另一個安全區」，此時飛行人員則開始手工砸毀「包括儀表盤、無線電等位在駕駛艙內的機密設備」，最後另一批海豹部隊的隊伍便在「匿蹤直升機上安裝炸藥，準備當他們撤離至安全範圍後進行引爆」。原先搭乘緊急迫降直升機的突擊隊員，則改搭乘備用的直升機返回基地。雖然美國國防部在有關行動的說明報告中，並沒有提到在返航時有再次回到空軍基地，不過從後來揭露的資料訊息中顯示美軍的直升機隊伍最後返回巴格拉姆空軍基地（Bagram Airfield）。隨後將奧薩瑪·賓·拉登的遺體改由V-22魚鷹式傾斜旋翼機搭載自巴格拉姆機場起飛，在兩架隸屬於美國海軍的F/A-18E/F超級大黃蜂式打擊戰鬥機護航之下空運至卡爾文森號航空母艦上。
根據美國官員的說法指出之所以海葬了賓·拉登，是因為美國政府認為不會有任何國家願意接受他的屍體；另外在處理屍體之前，美國政府也特地詢問沙烏地阿拉伯政府有關問題，他們則建議可以將屍體海葬。在賓·拉登遭擊斃不過24小時之後，位在北阿拉伯海的艾爾文森號便依傳統穆斯林的宗教禮儀準備海葬。船上的相關作業人員於當地時間上午10時10分開始依循伊斯蘭教葬禮（Islamic funeral）的傳統進行海葬籌劃，到了上午11時時將賓·拉登的屍體徹底洗淨並以白布包裹，放入一個以加重過的塑膠袋內。此外，美軍還安排了一名以阿拉伯語作為母語的人士來禱告祭祀的宗教文句。在禱告之後，裝有賓·拉登屍體的袋子被放在一個平板之上。隨後由海葬的籌備委員會人士共同將其一邊向上傾斜，讓賓·拉登的屍體滑入大海之中。

### 鑑定身分
美軍積極地使用了多種方法，來確認屍體的真實身分的確奧薩瑪·賓·拉登本人。使用的方法包括有：
- 測量身高：根據估計賓·拉登的身體高度應該有193厘米（6尺4寸），因此測量屍體的高度變成了一種依據方法之一。 然而由於在擊斃賓·拉登的現場並沒有一條捲尺來來準確測量屍體的高度，因此海豹部隊要求一名已知身高和賓·拉登身高極為相似的成員，平躺於屍體旁邊來進行身高上的確認[91]。
- 面部識別軟體：海豹部隊將一張照片轉交給設在維吉尼亞州蘭利的中央情報局總部，透過該處的人臉識別設備將遺體照片和過去賓·拉登的資料照片進行比對，根據這項分析確定有高達90%到95%的機率確定屍體為賓·拉登本人[10][61]。
- 親人的指認：特種部隊成員要求位在庭院的其中1名或2名婦女前來指認遺體是否為賓·拉登本人，其中也包括有賓·拉登的妻子[126]，這也成了確定賓·拉登的確死於這次行動的証明方法之一[10][61]。此外，在行動過程中海豹部隊也確定賓·拉登的妻子還曾呼喚他的名字，這也在無意中協助位在建築物內的美國特種部隊確認屍體的身分[127][128][129]。
- DNA確認：根據美聯社和《紐約時報》的報導，真正可以明確指出賓·拉登的屍體身分的方式便是仰賴遺傳指紋分析技術[42]。美國情報人員透過由海豹部隊帶回的組織和血液樣本，和從他另一名死於腦腫瘤的姐姐身上取出的樣本交互比對，進而確認了屍體的身分[130]。根據美國廣播公司報導所說，「總共自賓·拉登取出兩個樣本：其中一組DNA樣本先在巴格拉姆進行初步分析，隨後發送電子資料回報給華盛頓特區。另外一組樣本則將會自阿富汗帶回，進行進一步的分析工程。[10][61]」其中實際的樣本取得方法可能是一名軍醫使用擦拭棒取得骨髓樣本，或者是直接利用口腔黏膜測試（Buccal swab）取得脫氧核糖核酸樣本[57]。根據一名資深的美國國防部官員所說：

|  | 國防部和中央情報局的實驗室分別對脫氧核糖核酸進行分析，證實屍體的確是賓·拉登本人。我們從他的身體上收集DNA樣本，盡量且全面的和賓·拉登大家族的DNA族譜進行比對。根據這樣的交互分析，無疑的他就是奧薩瑪·賓·拉登。如果在這樣的分析基礎上發生判別錯誤的話，其可能性大約只有11.8萬億分之一的機率。 |

- 邏輯推測：一名國防部官員指出，在對從阿伯塔巴德的藏身處中帶出的資料初步審查後，「評估這麼多項目的資料內容，其中包括奧薩瑪·賓·拉登本人和他與其他人的網絡對應關係，以及一些錄下來的影像檔案……這些只會出現在他身上。[131]」

### 巴美溝通
根據一名隸屬於巴拉克·歐巴馬政府的美國官員指出，美國政府並沒有與巴基斯坦政府告知有關這次襲擊的相關訊息，巴基斯坦政府直到行動結束後才收到美國的通知。大約在當地時間凌晨3時左右，才由參謀長聯席會議主席麥可·馬倫向巴基斯坦陸軍參謀長（Chief of Army Staff）阿什法克·佩爾韋茲·卡亞尼（Ashfaq Parvez Kayani）告知這次於阿伯塔巴德的作戰行動。
根據巴基斯坦外交部的官方聲明，指出這次行動操作完全是由美軍主導進行。雖然一度有一名巴基斯坦三軍情報局官員向媒體指稱，巴基斯坦政府也出席了所謂的「巴美聯合行動」會議，不過巴基斯坦總統阿西夫·阿里·扎爾達里斷然否認這一說法。根據美國廣播公司新聞報導說，巴基斯坦的戰鬥機曾一度緊急起飛，試圖找到並確認美國是否是有透過直升機進行突擊行動。巴基斯坦外交部秘書薩勒曼·巴希爾（Salman Bashir）後來證實巴基斯坦軍方在意識到這場攻擊行動後，確實有派遣F-16戰隼戰鬥機，但他們到達建築物上空時美國的直升機便已經離開。

### 住宅成員身分
根據美國官員提出的報告指出整棟住宅總計有22人居住，其中海軍特戰研究大隊總共擊斃包括奧薩瑪·賓·拉登在內的5人。不過巴基斯坦官方則提出一份相互矛盾的報告，在文件中暗示可能實際上有超過17名人士在突襲行動結束後仍然生還。《星期日泰晤士報》隨後發表一本被認為是海豹部隊行動時所遺留下來的袖珍指南，在其所報導的摘錄內容中註明了可能出現在住宅內的居民其圖片以及說明。在這本指南中列出了一些賓·拉登的成年子女和他們的家人，但是實際上並沒有人在襲擊時發現他們出現在這棟建築物之中。一直到今日為止，仍沒有準確可信賴的資料來源可以證實哪些人居住這棟建築之中。

### 當地反應
早在當地時間凌晨12時58分，一名住在阿伯塔巴德地居民索海伯·阿薩（Sohaib Athar）便在Twitter發出了一系列的更新消息，描述其「罕見地」聽到直升機在上空不斷盤旋發出噪音，以及幾個窗口突然爆炸的巨響。最後在凌晨1時44分時一切又歸於平靜，而直昇機大約在凌晨3時39分時飛越城市上空離去。也有幾個居住在一旁的鄰居從他們的屋頂上看到美國特種部隊衝進庭院的過程，一位住在附近的居民說道：「我看到士兵從直升機跳下來並開始走向那棟房子的庭院裡。他們還用不通顺的普什圖語指示我們關閉燈光並待在房屋裡面。」另一名接受採訪的男子則說他聽到射擊和尖叫聲，之後還聽見摧毀墜地直升機的爆炸聲響，他還指出爆炸毀壞了他臥室裡的窗戶，而一些燒焦的碎片則被棄留在附近處。
當地一名保全人員則說他在美國人剛離開後不久便曾進入屋內查看情況，之後才由於軍隊封鎖現場而被迫離去，他說：「那裡總共有4具屍體，分別是3男1女。另外還看到一名女子也已經受傷……地板上還殘留有很多血，當遺體被抬離建築物時可以很輕易看到屍體上的槍傷。」許多目擊者則提到襲擊行動的那段時間中，無論是電力還是手機服務都無法使用，一些軍校的學生也有提及這般狀況。此外許多住宅也在該段時間內相互發生停電的情況，不過沒有人特別記起是在哪段時間；一名記者在突襲結束後採訪數位當地居民，他們則說當時認為這是一次例行性輪流停電（Rolling blackout）的結果。喀拉蚩新聞報導則稱5月1日晚間有一架直升機於阿伯塔巴德墜毀，同時報導中還提到在巴基斯坦軍事學院（Pakistan Military Academy）卡庫爾路（Kakul Road）附近出現激烈的交火。
巴基斯坦的三軍情報局則在事後報告中，質疑海軍特戰開發小組襲擊建築物後總共逮捕了約17名到18名住宅成員中，美軍可能將其中1名倖存者帶回美國審問，而這人可能就是賓·拉登的成年兒子。三軍情報局地官員提到生還者包括有賓·拉登的妻子、1名女孩以及年約8個月到9個月的孩童，但在這其中都沒有找到賓·拉登的任何一個兒子。 一名不願透露姓名的巴基斯坦安全官員援引報告說，賓·拉登的女兒在事後告訴巴基斯坦的調查人員說賓·拉登其實是被生擒，然後被美國部隊拉往他的家人面前進行處決，在槍殺之後才將賓·拉登的遺體拖到一架直升機上載走。

## 美國政府證實賓·拉登死亡

### 官方公布之前的消息
在美國政府官方正式宣布之前，5月1日時美國廣播公司的喬治·斯蒂芬諾伯羅斯報導說賓·拉登「很可能在幾天前死於巴基斯坦西北部」。新聞調查記者布萊恩·羅斯則在報導中詳細說道：「幾天前確實發動了一次襲擊，已經打死了20到25名基地組織的成員。根據可靠的消息指出，奧薩瑪·賓·拉登也位列其中。這是幾天前才發生的，而這幾天可能會做一些DNA的鑑定工作，因為官方要確保其所發布的消息的真實性。」不過一直到北美東部時區晚上9時45分左右，白宮官方才宣布美國總統將將要在當天晚上對全國發布重要演講，內容則將會提及有關國家問題的解決。許多記者立即懷疑這消息的發布與奧薩瑪·賓·拉登有重大關聯，許多社交網路服務的站點也陸續出現許多傳言。之後一名匿名的政府官員向媒體洩露一些細節，到了晚間11時的時候許多主要新聞機構的報導指稱賓·拉登已經被殺死了。

### 歐巴馬宣布賓·拉登死亡
5月1日周日晚間11時35分，歐巴馬總統出現在各大電視新聞的連線報導上宣布這一消息：
|  | 晚安。今晚，我要向美國人民以及全世界報告，美國已經完成了一項執行獵殺奧薩瑪·賓·拉登的任務行動，他是基地組織的領導人，也是一名要為其殺害數以千計無辜男人、女人，以及兒童負責的恐怖分子。……今天，在我的指示下，美國對位於巴基斯坦阿伯塔巴德的那棟建築發動針對性的任務行動。一支美國小隊以無比的勇氣和能力執行了這一行動。沒有任何一名美國人受傷，他們謹慎行事以避免傷及平民。在經過一陣交火後，他們殺了奧薩瑪·賓·拉登並繳獲了他的屍體。…… |

歐巴馬在談話中提到了人們仍然記得那些在九一一襲擊事件中死去的人士，這其中包括有世界貿易中心、五角大廈以及於賓夕法尼亞州尚克斯維爾鎮墜毀的聯合航空93號班機的受害者，也讚揚了10年來軍方投入與基地組織的戰爭之中。巴拉克·歐巴馬說美國阻止了恐怖襲擊的陰謀，加強自身對於國土的防禦；推翻了位在阿富汗的塔利班政權，且逮捕或者擊斃了數名隸屬於基地組織的恐怖份子。歐巴馬提到在他上任時，他命令以萊昂·帕內塔為首的中央情報局把找到賓·拉登列為這場戰爭的首要事項。緊接著他提到賓·拉登的死亡是目前為止對基地組織最重大的打擊，但是這場戰爭將會繼續下去。巴拉克·歐巴馬引用了喬治·沃克·布希的話，重申美國並不是針對伊斯蘭教所發動的戰爭，巴基斯坦總統阿西夫·阿里·扎爾達里便認同了這次於巴基斯坦境內展開的行動。他說美國人了解戰爭的代價，但當他們的安全受到威脅時並不會袖手旁觀。而對於「那些被基地組織恐怖襲擊奪去所愛親人們的家庭」，歐巴馬表示：「正義已經得到伸張。」

## 各界反應

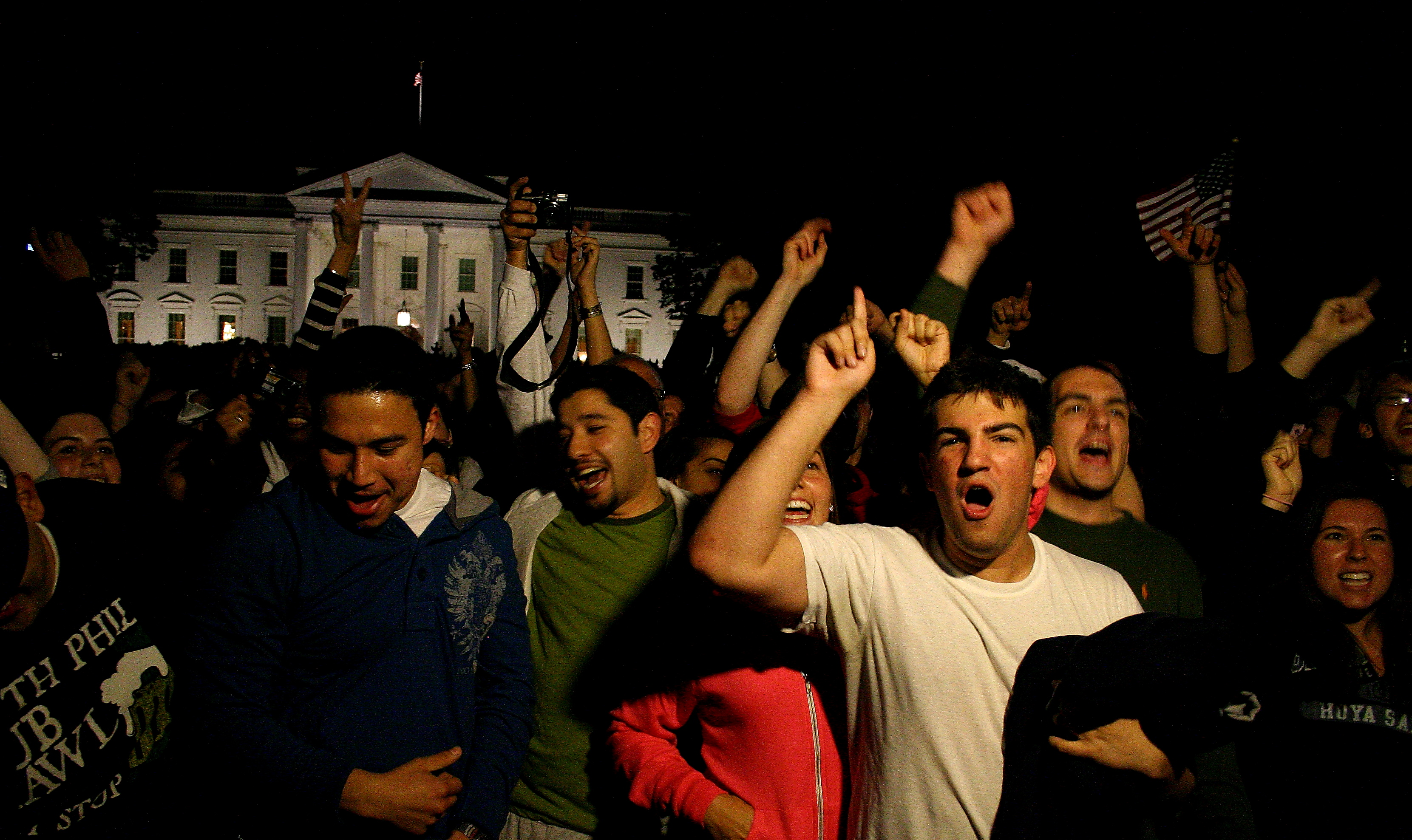
在白宫前庆贺宾拉登被击毙的人群。

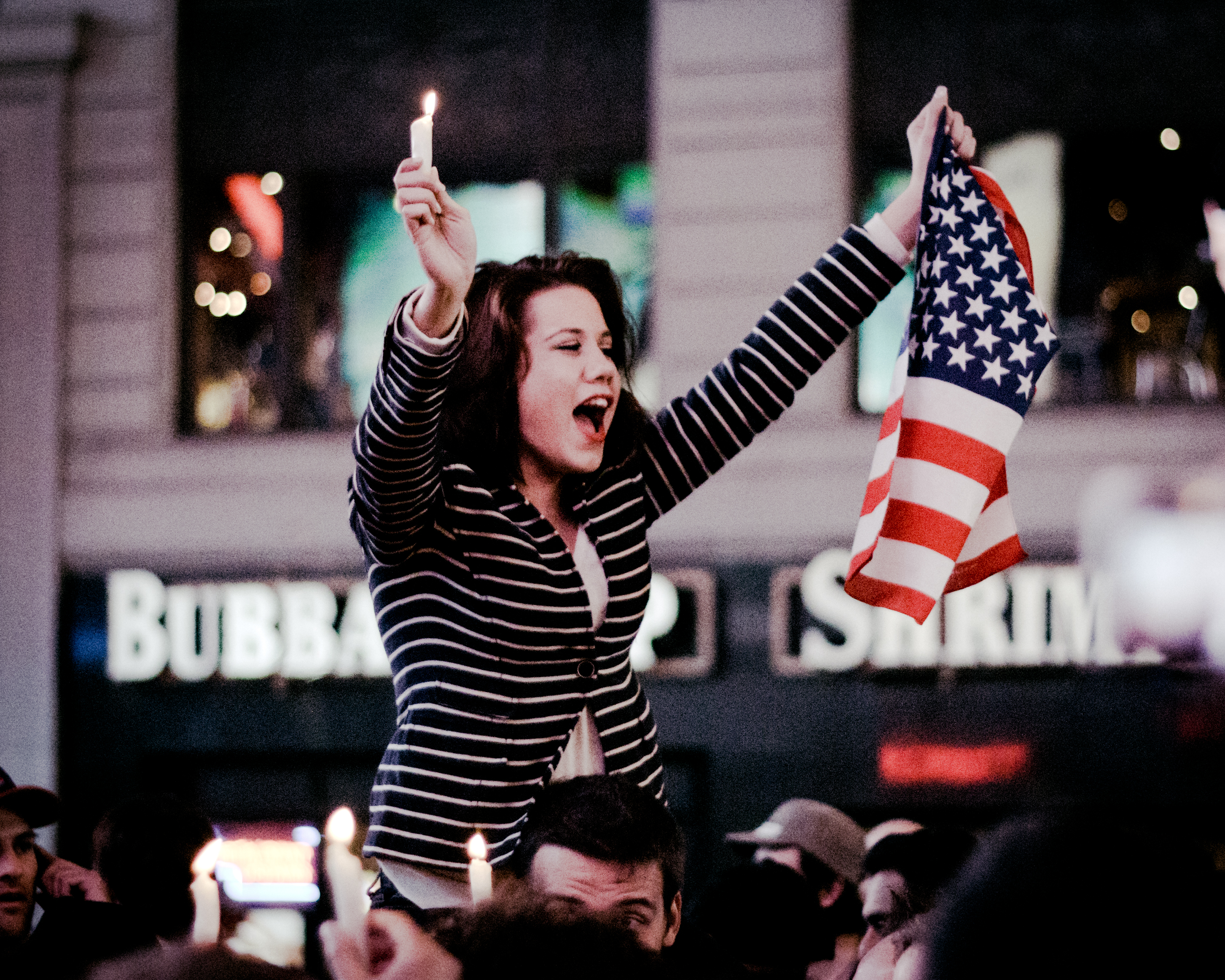
一名在时代广场庆贺宾拉登被击毙的女性。

在正式宣布賓·拉登已遭到擊斃的幾分鐘之內，大批群眾自發性地聚集在白宮、世界貿易中心遺址、五角大廈和位在紐約的時報廣場等地舉辦慶祝活動。另外在有著大量穆斯林和阿拉伯裔美國人居住的密西根州底特律迪爾伯恩當地郊區，一小群居民聚集在市府大樓前舉行了慶祝活動，其中許多參與人士便有著中東民族的血統。而從歐巴馬發表演講到談話結束為止，光是在Twitter這一微網誌平台每秒便出現多達4,000到5,000封更新。而當美國群眾正在賓·拉登的死感到歡呼的同時，同時為全國球迷播放美國職棒大聯盟實況轉播的周日晚間棒球（Sunday Night Baseball）也臨時在國家聯盟東區著名的大都會與費城人對戰中插播這一消息，當時包括費城費城人和紐約大都會的球員以及球迷於費城人主場市民銀行球場都發出「USA！」的歡呼聲作為回應。此外在一場於佛羅里達州坦帕舉辦的職業摔角極限規則賽（Extreme Rules）之中，當該場比場最終判決確定的同時由世界摔角娛樂冠軍（WWE Championship）約翰·希南向在場的觀眾宣布賓·拉登「已經永遠不會出現」，這則消息讓在場的觀眾極為興奮，而當約翰·希南正要退出了舞台的歌曲也改用《永遠的星條旗》。
埃及第二大領導團體穆斯林兄弟會提到既然賓·拉登已經死去，西方的勢力現在應該漸漸撤出伊拉克以及阿富汗，同樣的伊朗當局也發表了類似的意見。巴勒斯坦民族權力機構的各個重要領導人對此也發表看法，例如作為主席的馬哈茂德·阿巴斯便表示對於賓·拉登的死亡感到歡迎；然而作為巴勒斯坦當局其主要反對組織、控制有加薩走廊一帶的哈馬斯便抱持反面意見，例如該組織領導人伊斯梅爾·哈尼亞便譴責在這般暗殺行動中，他只看到美國殺害了1名「阿拉伯聖戰士」；而他也提到賓·拉登之所以被盯上可能是「深怕該地區受到基地組織這類賽萊菲團體的啟發而陷入緊張局勢」，相比之下今日的哈馬斯在一些事情的作法上仍「太溫和」。
5月2日時，巴基斯坦一位不願透露姓名的政府官員向法新社證實，賓·拉登的確在這次行動中遭到擊斃。巴基斯坦塔利班運動5月2日發表聲明，否認賓·拉登已經被美國特種部隊殺害的消息。幾個小時後巴基斯坦塔利班運動的發言人埃赫桑·伊桑（Ehsanullah Ehsan）說，如果賓·拉登真的已經被殺害的話，這對我們來說將是「一個偉大的勝利，因為犧牲自己殉道便是我們所有人的主要目的」。不過基地組織在葉門的分支機構成員，則同樣在5月2日承認該組織領導人賓·拉登已經遭到擊斃，並聲稱賓·拉登的死是一場「災難」。
一名躲藏於阿富汗北部巴格蘭省的塔利班組織指揮官可奪士（Qudos）則誓言要對巴基斯坦和美國採取發動襲擊，以報復美軍擊斃賓·拉登的行動。可奪士表示：「賓·拉登被殺不會給聖戰帶來任何改變。賓·拉登是聖戰領袖，他在聖戰中是一個有影響力的人物。失去他對我們聖戰者來說是非常痛苦的，但是賓·拉登的殉難永遠不會阻止聖戰。我們將會繼續我們的戰鬥，直到從異教徒手中解放我們的土地。」。之後巴基斯坦塔利班運動也證實了有關賓·拉登死亡的訊息，而到了2011年5月6日基地組織首次證實賓·拉登已經遭到擊斃，並發誓將會發起報復行動。
《洛杉磯時報》則在報導有關擊斃賓·拉登的新聞時，援引了第十四世達賴喇嘛·丹增嘉措接受採訪時所說的話：「寬恕並不等於忘記發生了什麼事。如果事情嚴重且有必要採取反制性的應變，你就必須加以執行這一反制行為。」這後來便作為一個支持對於擊斃賓·拉登的言論而被廣泛報導。然而另一個記者引述了整段影片的討論，認為在《洛杉磯時報》上的評論過度斷章取義，認為達賴喇嘛實際上只表達為了自衛而不得以殺害加害者。
一個由《紐約時報》與哥倫比亞廣播公司一同發表的民意調查中指出在得知賓·拉登死亡的消息之後，有16%的美國人認為在賓·拉登死後感到更加安全，而調查中有60%的美國人則認為殺死賓·拉登很可能會讓恐怖主義在近期內增加對美國的威脅。一些居住於長島以及奧勒岡州的心理學家，則報告指出當地人尋求治療焦慮以及創傷後心理壓力緊張綜合症的病例增加。
印度內政部長齊丹巴蘭（P. Chidambaram）則說賓·拉登藏身於巴基斯坦「當地深處」，這件事凸顯了巴基斯坦與恐怖組織可能有所聯繫且足以引起印度嚴重關切。他指出：「許多2008年孟買連環恐怖襲擊的肇事者仍繼續居留在巴基斯坦被庇護著，這些人包括當時展開攻擊的恐怖分子其指揮者以及執行者。」為此他呼籲巴基斯坦政府應該立即逮捕他們。同時在印度內也陸續發起有著類似呼籲的罷工行動，且許多民眾也公開反對哈菲茲·薩伊德（Hafeez Saeed）和達烏德·依布拉欣（Dawood Ibrahim）等人。印度陸軍參謀長維傑·庫馬·辛格（Vijay Kumar Singh）表示印度軍隊有能力「勝任」這類型的任務行動，辛格在接受記者採訪時提到：「我只想說的是，如果這樣的機會降臨了，那麼我們的三軍部隊也都有能力做到這一點。」印度空軍參謀長空軍元帥柏迪·瓦桑特·奈克（Pradeep Vasant Naik）也表示，印度有能力進行這種外科手術式突襲來打擊恐怖分子的勢力。然而內政部長內政部長齊丹巴蘭警告則抱持反面看法，認為印度可能無法進行這樣的攻擊，因為「我們沒有將任何部隊佈署在巴基斯坦的領土上，（巴基斯坦）沒有如此邀請我們這樣做；更甚者，實質上我們也完全不可能得到巴基斯坦的任何支持舉動。」

## 合法性

### 根據美國法律
2001年9月11日的九一一襲擊事件發生之後，美國國會通過了《授權使用軍事力量對抗恐怖份子法》（Authorization for Use of Military Force Against Terrorists）。在該次決議中授權美國總統得以使用「必要且得當的武力來對付這些國家、組織或人士」，這其中也包括那些參與了九一一襲擊事件的恐怖份子。歐巴馬政府便主要是依靠當時核准的決議，以及國際法條約內的規定和戰爭法的慣例作為這次使用武力的理由。
曾在喬治·沃克·布希第二任任期中擔任美國國務院資深律師顧問的約翰·貝林格三世（John B. Bellinger III）表示，這次軍事突襲任務屬於合法的軍事行動，並沒有與美國過去要求自身機構禁止暗殺任務的法令相互違背：
|  | 在過去一段時間所制定的執行令12333（Executive Order 12333，在1981年由隆納·雷根簽署）暗殺禁令中並不是禁止殺人行動，因為這場突襲行動是在美國與基地組織爆發的武裝衝突中所進行的一次軍事行動，而且該禁令也沒有禁止敵方武力的特定領導人。同時，這個暗殺禁令也並不適用為了自我防衛而殺害他人。 |

同樣的解釋早在2010年時，美國國務院法律顧問（Legal Adviser of the Department of State）高洪柱便對於有目標殺滅（Targeted killing）行動曾表示：「在國內法律的核可之下，使用適用於戰爭法中所規定合法的武器系統精確瞄準特定的高價值領導人進而採取行動並不違法；且由於任務在自我防衛或者在武裝衝突期間間展開，因此並不構成所謂的『暗殺』。」
西北大學法學院教授暨國際人權中心主任戴維·謝佛爾（David Scheffer）則認為事實上有關擊斃賓·拉登有更多過去的複雜因素需要考慮，他指賓·拉登在1998年便曾因其對於美國國防設施襲擊陰謀而被美国纽约南区联邦地区法院發起公訴。為此他解釋說：「正常情況之下，當某人被起訴時其目的是為了要逮捕這個人並把他帶到法庭進行審判……因此如果他被起訴的話，那麼就不能單單從字面上的簡易程序的草率地進行處決。」謝佛爾和另一位法律專家認為重點在於要確認任務籌畫時的想法是為了逮捕賓·拉登還是殺了他，他們認為如果海豹部隊在執行任務時便是奉命擊斃賓·拉登，而不是先嘗試逮捕他的話，那麼「縱使可能沒有違反可能國際法，但也已經違背美國當初的理想。」

### 根據國際法

#### 國家主權方面
由於美國單方面在巴基斯坦領土上採取軍事行動，因此這次任務也引發有關於國際法方面的問題討論。巴基斯坦外交部表示對於「未經批准的單方面行動」感到「深切關注」，而巴基斯坦總理優素福·拉扎·吉拉尼則在巴基斯坦議會中表示：「我們的人民理所當然地感到憤怒，因為美國暗地裡從空中與陸地對藏身在阿伯塔巴德的奧薩瑪·賓·拉登展開襲擊，這明顯就是典型的一個國家其主權遭到侵犯的案例。……聯合國安全理事會在不斷敦促聯合國的成員國加入打擊恐怖主義的同時，也曾多次強調這完全是依循國際法、人權與國際人道法來執行的。」同時前巴基斯坦總統佩爾韋茲·穆沙拉夫則否認《衛報》的報導，該報導指稱他的政府官員向美國政府提出一項秘密協議，允許美軍在針對基地組織前三位重要領導人時得以單方面進行搜索且展開襲擊，穆沙拉夫並對說這次行動明確「違反了國家的主權」。另一方面，前任西德總理赫爾穆特·施密特贊同巴基斯坦政府的看法，認為「這很顯然已經違反了國際法」。
不過杜克大學法學院教授斯科特·西利曼（Scott Silliman）則說，國際法在針對武裝衝突的部分以及和《聯合國憲章》的相關條文中允許外國政府在他國國家的領土上展開軍事行動，尤其是如果該國家並沒能力或者不願意處理問題本身時。約翰·貝林格表示這樣的結論是合理的，他說「因為過去針對巴基斯坦情報部門與塔利班之間的密切聯繫便有所關注，而事實上從賓·拉登所在房子沿著街道右側不遠處便是巴基斯坦的軍事基地」。美國司法部長埃里克·霍爾德於美國參議院司法委員會作證時表示美國的襲擊是合法的，他表示：「對於賓·拉登所採取的任務行動是正當的『國家自衛行為』。……作為一名基地組織的領導人、同時還組織了執行小組展開了九一一恐怖襲擊事件，這些都足以讓他被列為一名躲藏在他處的敵方指揮官，而成為合法的攻擊目標。」他還提到殺死賓·拉登「對於在2001年9月11日近3,000多名無辜被殺害的美國人民來講是一個司法程序的一大步進展」。

#### 突擊行動方面
憲法條文暨國際安全方面專家菲利普·博比特（Philip Bobbitt）提到「這只是由聯合國所授權的武裝衝突其一部分，另外還附加有美國國會兩院的核准」，因此他認為賓·拉登遭到擊斃一事並不是一起司法外殺戮（Extrajudicial Killing）的案例。然而聯合國安全理事會並沒有授權由美國負責領導這場於阿富汗展開的軍事行動，只是在事後允許藉由軍事武力駐守的方式提供當地安全的環境，進而可以讓阿富汗和平過渡成為一個具充份實質意義的政府。
約翰·貝林格再一次採訪評論說道行政部門一度有所爭辯，但一致認為「根據國際法的規定當美國與基地組織發生武裝衝突時，這一武力行動便是法律所允許的。而鑑於賓·拉登顯然正在策畫其他襲擊行動，因此這也是一個合法的自我防衛舉動」。美國設於倫敦大使館的發言人表示：「在戰爭中，你允許攻擊那些你的敵人。」曾在布希政府擔任前任美國司法部長的阿爾韋托·岡薩雷斯說：「正因我們處在一場衝突之中，毫無疑問的他是一個軍事目標。」岡薩雷斯也補充提到賓·拉登手邊是否有武器並不是重點之處，他表示：「假如我們發射一枚飛彈來解決，難道我們還要問他是否有武裝嗎？」
儘管聯合國安全理事會對於賓·拉登之死抱的消息持正面看法，而聯合國秘書長潘基文也在發表聲明中提到「鬆了一口氣」；然而《衛報》在報導中地發表了一個令人擔憂的問題，在報導中提到：「另外令人感到焦慮的問題在於可能為了能夠收集到有關賓·拉登躲藏在哪裡的情報，而對那些被關押在關塔那摩灣和其他秘密拘留中心的犯罪嫌疑人進行酷刑取得。無論巴基斯坦政府是否授權可以在其領土上進行攻擊，這樣在技術上的操作形式可能會影響人們針對國際法方面的合法性疑問。但因為有聯合國秘書長潘基文的鼎力支持，對於賓·拉登之死所產生的任何批評聲音最後可能仍在安全理事會上消逝。」
負責於打擊恐怖主義時期促進人權議題調查的聯合國特別報告員（United Nations Special Rapporteur）馬丁·施恩寧（Martin Scheinin）與主要關注司法外殺戮、草率處決（Summary execution）或任意處決（Arbitrary execution）案例的特別報告員（Special Rapporteur）克里斯妥·海恩斯（Christof Heyns）一同發表聲明，認為「在某些特殊的情況之下，使用致命武力作為最後手段可能是被允許的……這包括在那些打擊恐怖主義的反恐行動中，為了保護生命而遵循國際上使用武力問題的標準進行。但是這些任務行動的規範應該是：恐怖分子被當作為罪犯，經由逮捕、審判等法律程序最後送至司法機關依法判決來進行處理。之後國家對於恐怖主義採取打擊行動的同時，特別是在那些高關注度案例的情況下，應該將生命權視為未來相關案例的優先事項之一。」

#### 擊斃賓·拉登方面
德克薩斯州大學法學院教授羅伯特·薛士尼（Robert M. Chesney）認為殺死賓·拉登是合法的，特別是「如果他除了投降以外還做了什麼」。關注有關人權維護問題與基本自由權保障的聯合國特別報告員馬丁·施恩寧則說：「美國提供賓·拉登投降的選擇權，但是被他拒絕了。賓·拉登當時如果舉起白旗投降的話，便可以免於遭到擊斃的命運。」哥倫比亞法學院教授暨國家安全法的專家馬修·沃克斯曼（Matthew Waxman）則說：「根據國際法律的規定，當美國軍隊在一場軍事行動中遭遇敵軍的指揮官且後者可能構成一個極為嚴重的威脅時，美軍對於是否使用致命武力的有著大幅度自由的裁量權。」
另外也有許多人士要求公布更多資訊以更加瞭解當時發生了什麼事，同時是以什麼法律理由來殺害賓·拉登。在官方報告中指出賓·拉登到最後並沒有意圖投降，並提到：「即使他在當地有著良好的基礎關係，一部分極為勇敢的海軍海豹部隊成員在保護自身之餘，仍然盡可能保護其他在屋內人士的人身安全。」然而包括聯合國人權事務高級專員納維·皮萊等人便要求美國政府解釋美軍擊斃賓·拉登是否符合法律程序，而國際特赦組織則要求「進一步澄清當時發生什麼事情」。此外歐洲外交關係協會（European Council on Foreign Relations）的國際法專家安托萬·德沃金（Anthony Dworkin）則提到如果擊斃當時，賓·拉登已經如同她女兒所指稱是一名失去戰鬥力（Hors de combat）人士的話，這樣已經違反了日內瓦公約《第一附加議定書》（Protocol I）的條目內容。
密西根大學法學院教授史蒂芬·拉特納（Steven Ratner）他說擊斃賓·拉登這件事「在法律上是一個複雜的問題」，而這取決於「你是否相信奧薩瑪·賓·拉登在這場戰爭作為一名戰鬥人員，或者只是一起大規模謀殺案件的犯罪嫌疑人」。他指出如果是前者，那麼這個案例便是「合法情況下擊斃戰鬥人員」；而如果是後面另一種情況之下，「你只能夠殺死那些以透露出要直接威脅到你生命的嫌疑人。」曾任國際紅十字與紅新月運動的法律政務官的路易絲·杜斯渥德-貝克（Louise Doswald-Beck）認為賓·拉登一事顯然不能套用在與敵人戰鬥的範疇中，她提到：「他基本上是一名恐怖犯罪網路的領導人，這意味著你並不能只著眼在與武裝衝突相關的法律層面，而是在一個危險的任務行動中進行的刑事程序。」有類似觀點的還有於肯特大學任教的國際律師尼克·葛里夫（Nick Grief）以及人權觀察，其中尼克·葛里夫提到這次襲擊已經出現了「一個未經正當法律程序的司法外殺戮」情況，而人權觀察的發言人則說在任務執行的時候「執法」的原則仍應適用。
曾於紐倫堡審判擔任首席檢察官之一的班傑明·費倫茨（Benjamin B. Ferencz）對於擊斃賓·拉登其合法性提出了質疑，他在訪問中提到：「更好的方法是抓住賓·拉登，並將他送上法庭審判……對於殺害一名試圖自我保護但不會造成直接威脅的人來說，無論根據軍事法還是所有相關的法律條文都是視為犯罪行為。」他還聲稱：「（針對賓·拉登之死）這一問題的關鍵點在於要怎樣做才可以算是一種合法的自衛行為。」於澳大利亞出生的英國人權律師傑弗里·羅伯特森（Geoffrey Robertson）則說擊斃一事可能意味著破壞了法治，原因在於「安全理事會可以在海牙成立一個由多名國際法官（包括穆斯林法學家）組成的特設法庭，藉此提供一個公正合理的審判與判決。」英國法律學教授菲臘·辛特斯（Philippe Sands）在英國廣播公司的訪問中，承認這次事件由於處在「對於國家安全構成壓倒性的威脅」而有其必要性，因此這種任務可能不會引起相關責任歸屬或者法律義務的提；但他提出警告說儘管是處於這種背景下，要將這一論點提升到司法外殺戮的允許是十分難以解釋的，他認為包括透過使用無人駕駛飛機進行針對性攻擊等類似突襲行動並不是一個「合法的方向」。

## 屍體處理

### 賓·拉登的葬禮爭議
巴拉克·歐巴馬政府考慮到賓·拉登可以說是一名虔誠的穆斯林，而在伊斯蘭教傳統中遺體應該要在極短時間內便要進行葬禮以示尊重，因此賓·拉登遭到擊斃後24小時內，美軍將其遺體經過清洗並送至卡爾文森號航空母艦，在念誦《古蘭經》上的經文祈禱之後並將遺體投入北阿拉伯海進行海葬。
然而根據伊斯蘭教的傳統，於海上進行葬禮是因為沒有其他適當的選項可以選擇時，否則首要選擇的形式仍應該是要將遺體埋葬於土裡；美國政府捨棄了伊斯蘭教習慣使用的土葬型式而採用海葬，這讓一些伊斯蘭教神職人員對於美國的決定展開了批評，不少阿拉伯世界宗教界人士也認為這是對伊斯蘭教的褻瀆。埃及艾資哈爾大學的遜尼派學習中心校長穆罕穆德·艾哈邁德·塔耶布（Mohamed Ahmed el-Tayeb）便說將遺體安置在海上是在冒犯伊斯蘭教習俗及人道主義價值，而包括塔耶布等著名學者認為海葬只有當人在船舶上死亡或者是水上遇難這類特殊情況下才能夠允許，而在像這種擊斃對方的情況之下通常的做法應該是將身體埋於土裡，並將頭部指向伊斯蘭教的聖城麥加。伊拉克學者阿卜杜勒（Abdul）則說：「這是無法接受的，將遺體扔進大海幾乎是一種犯罪行為。遺體應該轉交他的家人或者一個國家，然後在陸地上進行安葬。」
其中一個常被拿來作為支持舉辦海葬的優點為賓·拉登其遺體置放的地點將不容易被發現或拜訪，進而防止該地成為一個時常被新聞媒體關注的焦點或者是「恐怖主義神龕」。然而《衛報》在報導中質疑賓·拉登的墳墓將會成為恐怖主義一個朝聖聖地的說法，因為在瓦哈比派的主張中強烈反對這種做法出現。關注這類議題的伊斯蘭教分析師暨埃及律師蒙塔瑟·扎耶特（Montasser el-Zayat）也提出類似的主張，他說如果美國人希望能夠避免賓·拉登的墳墓成為一個神龕的話，將遺體安置於一座並無任何標識的墓地這種做法也能夠完成同樣的目標。
《衛報》還引述了一名美國官員的說法，他解釋到美國認為很難找到有一個國家會願意接受賓·拉登於他們的領土內進行土葬。然而一名於約旦大學（University of Jordan）研究伊斯蘭教法的教授駁斥這種說法，他指出如果真的沒有人想要收容安置遺體並舉辦一個穆斯林葬禮的話，舉行海葬這種方式是可以被允許的；然而「這既是一個不真實也不正確的主張，並沒有人證實穆斯林世界沒有準備接受賓·拉登的遺體」。類似的觀點也被在杜拜擔任穆夫提的穆罕默德·古拜西（Mohammed al-Qubaisi）提及，他說：「他們可以說他們將他安葬於海上，但他們不能說他們這樣做是依照伊斯蘭教傳統進行。如果家人不想要他的話，最簡單的伊斯蘭教葬禮是：在任何一個地方─甚至是在一個偏遠的島嶼上也可以─挖個墓地將其埋葬於地下，並為他進行些許的禱告。海葬的確在某些特殊情況下是被穆斯林所允許，然而這種情況並不是其中之一。」不過對於這種看法也有人抱持反面意見，例如於紐約大學的伊斯蘭教中心擔任負責人的伊瑪目哈立德·拉蒂夫（Khalid Latif）便認為海葬對於賓·拉登的遺體才是一種尊重。
范德堡大學教授李奧·哈拉弗（Leor Halevi）在他所撰寫的書籍《穆罕默德的墳墓：死亡祭祀及伊斯蘭社會形成》中解釋道，伊斯蘭法律並沒有強制規定為那些戰鬥中死亡的人士舉辦普通的葬禮，並指出在穆斯林世界中主要的爭議在於作為一個「大屠殺行為兇手」的賓·拉登，是否也應該比照主流穆斯林的做法享有同樣的尊重；同時他還提到藉有土葬的方式，或許可以處理更多在文化方面的敏感性。之後在接受記者採訪時哈拉弗解釋說，中世紀的穆斯林在從地中海到印度洋的長途航行過程中，如果有人死亡的話便會以海葬的方式來進行處理。他表示海葬確實在伊斯蘭教屬於特殊情況之一，但「很明顯」美國一開始便沒有打算將其「輕視處理」。2011年5月10日，奧薩瑪·賓·拉登的兒子奧瑪·賓·拉登（Omar bin Laden）發表一份申訴，指出海葬的決定剝奪了賓·拉登的遺體得以獲得適當的安葬。

### 發布照片
美國有線電視新聞網引用一名美國高級官員的話，指出美國拍攝至少有三組有關賓·拉登的一系列照片與攝錄。這些系列的照片包括有在突襲結束之後，連同賓·拉登的兒子哈立德·賓·拉登（Khalid bin Laden）、賓·拉登的信使阿布·艾哈邁德·庫威蒂、庫威蒂的兄弟巴爾（Abrar）3名同樣遭到擊斃的人在建築物內拍攝照片；之後又於一座位在阿富汗的停機庫（hangar）拍攝一連串的照片，以作為識別時相互對照的資料；最後則是在卡爾文森號航空母艦上拍攝海葬之前的紀錄照片，其中此時的賓·拉登已將身上血跡洗淨並裹上白布。到了5月4日時，路透社發布了一組美軍突襲賓·拉登躲藏建築之後的照片，在報導時表示這是由一位巴基斯坦安全官員提供的，這些照片的內容包括有直升機墜毀的殘骸和另外3名男性屍體，不過關於奧薩瑪·賓·拉登的遺體照片美國政府則沒有同時公布。
一名消息人士向美國廣播公司轄下的ABC News透露消息，指出該照片是由現場的軍人所拍攝而成的，而照片上可以看見由於「大口徑子彈」的射擊而在身體上造成大型傷口。CBS晚間新聞報導則提到在遺體的照片可以看到，子彈打穿了左側顏面使得賓·拉登左眼球整個遭到擊爆，而前額顱骨的部分也由於子彈的威力而遭到毀壞，暴露了他的大腦結構。美國有線電視新聞網則表示從那些在阿富汗機庫中所拍攝的這些照片，可以看到「在兩眼之間一個巨大的開放性頭部傷口，這是十分血腥且殘酷的畫面」。不過美國參議院議員吉姆·英霍夫在看過照片後表示賓·拉登死相恐怖，但他仍指出於卡爾文森號上拍攝的遺體照片應當向公眾發布，他表示這些照片上可以看見葬禮人員已經將賓·拉登臉上大部分的血液和肉塊給洗去。
美國政府一開始以影像太過駭人為理由，決定不在第一時間公佈其死亡的照片與錄影。然而對於應不應該向公眾公佈這一系列的軍事照片，在美國社會上展開了一場辯論，也引起一些中東國家軍政界的反應。那些支持公布照片檔案的人士一方面認為這些照片應該被視為是公共檔案（Public records），以提供相關的新聞紀錄使用；另一方面這些照片也可以證明賓·拉登的確死亡，從而防止那些聲稱賓·拉登仍然活著的陰謀論出現。而那些反對公開照片的人士則對此感到擔憂，因為這些照片可能會在中東地區激起強烈的反美情緒。
美國總統巴拉克·歐巴馬最終決定美國政府不會公布這些照片，在於5月4日接受《60分鐘》採訪的時候歐巴馬提到：「我們並不想要把這個東西拿出來炫耀，甚至是作為戰利品宣傳。我們也不會在戰勝之後再大肆的炫耀一番。」他在訪問中還說道很擔心「某人被子彈擊中頭部的極為血腥照片會被拿來作為煽動更多暴力行為的工具，或者是作為一個宣傳工具使用，這些都不是我們所要的。」對於美國政府選擇不發布照片一事，在美國國會有正反兩面的意見，例如參議員約翰·麥肯以及擔任美國眾議院特別情報委員會（United States House Permanent Select Committee on Intelligence）主席的眾議員麥克·羅傑斯都支持不公布照片的決定；而擔任共和黨籍參議員的林賽·格雷姆便批評了這項決定，並表示說他希望能夠看到這些照片被美國政府發布。
原先只有包括美國總統歐巴馬與美國國務卿希拉蕊·羅登·柯林頓等人可以閱覽這些照片，5月11日時在各界壓力之下美國中央情報局允許部分人士觀看少部分照片，而美國國會挑選出部分代表成員前往查看15張有關賓·拉登死亡的照片，這些少數被允許觀看賓·拉登遺照的議員包括有國會領導人以及擔任包括情報、國土安全、司法、外交關係、軍事等委員會的委員。參議員吉姆·因何夫在接受艾略特·斯皮策採訪時表示在查看的照片之中，有3張是拿來作為與賓·拉登生前的照片相互對照、以拿來識別身分用的參考檔案，其他照片則都是在海葬儀式其間所拍攝的。在民間組織的部分，司法觀察（Judicial Watch）宣布他們已經依照《信息自由法》向美國政府要求要查看這些照片，他們也提到有可能會以訴訟的方式要求美國政府向一般社會大眾公布照片。然而在5月9日時，美國國防部拒絕處理司法觀察依照《信息自由法》提出的要求，這使得雙方展開了訴訟行動；而另一方面，美聯社要求依照《信息自由法》的內容公開照片的聲明也遭到拒絕。

## 巴基斯坦的角色
在這次襲擊行動結束之後，巴基斯坦受到國際社會對於其反恐效力的大力抨擊。巴基斯坦政府本身否認曾庇護賓·拉登，同時提到早在2009年時，他們已經向包括美國中央情報局等情報機構分享有關該棟建築物的相關資料。

### 對阿伯塔巴德的搜索
由於聯邦直轄部落、斯瓦特縣以及阿富汗周遭地域經常發生武裝衝突，這使得許多難民紛紛前往較為安定阿伯塔巴德居住。住在當地城市的前任外交部長喬哈爾·阿尤布·汗（Gohar Ayub Khan）便表示：「人們並沒有特別關心誰正住在那兒……可能這就是他為什麼來到這裡的其中一個原因。」
在賓·拉登前往這個城市躲藏之前，情報機關預估當地至少還有一名基地組織領導人居住過。根據報導，早在2003年年中時便有消息指稱基地組織任務籌畫者之一的阿布·法賴吉·阿勒-利比（Abu Faraj al-Libi）便舉家搬到了阿伯塔巴德居住。2003年12月時，巴基斯坦三軍情報局突然搜查該棟可疑建築，但沒有找到他本人的蹤跡。之後一名信使告訴審訊人員，指稱阿勒-利比在阿伯塔巴德總共有3棟房子以提供居住。巴基斯坦官員說在獲悉這件事以後，告訴當時一同合作的美國指出這個城市可能是基地組織領導人的藏身之地。2009年時，巴基斯坦官方開始向美國提供有關該棟建築物的有關情報，儘管當時巴基斯坦情報機構並不知道賓·拉登也住在這裡。
在針對阿布·利比的突襲行動結束之後，巴基斯坦官方亦曾多次對阿伯塔巴德進行大規模的搜查行動。2011年1月25日時，三軍情報局逮捕了因涉嫌參與2002年峇里島爆炸案而遭到印度尼西亞通緝的奧馬爾·帕特克（Umar Patek），而情報人員發現他與他的家人已經住在阿伯塔巴德一段時間。之後巴基斯坦當局逮捕了當地郵局行政人員塔希爾·沙赫扎德（Tahir Shehzad），指控他涉嫌協助基地組織武裝分子前往當地躲藏。

### 對巴基斯坦的指控
許多指控認為巴基斯坦政府協助賓·拉登躲藏，一些評論家列舉了許多例子來作為佐證；例如他們提到賓·拉登其嚴密防備的躲藏建築處與巴基斯坦軍事學院非常接近、美國在任務展開前選擇不通知巴基斯坦當局，以及巴基斯坦對於2008年孟買連環恐怖襲擊的有關肇事者存在著雙重標準等。根據維基解密所洩露的美國政府文件指出，美國外交官員被告知說每當美軍部隊接近當地而先與外交代表知會時，巴基斯坦所提供的保安服務人員便會向賓·拉登提供消息。另外巴基斯坦三軍情報局也被指控其幫助基地組織武裝分子闖入阿富汗邊境，以打擊那些參與阿富汗戰爭的北大西洋公約組織部隊。根據在2009年12月所洩露的文件還提到塔吉克政府告訴美國官員說，在巴基斯坦境內許多人都知道賓·拉登的下落。
中央情報局局長萊昂·帕內塔說中央情報局已在任務行動展開時便排除巴基斯坦參與，因為他們擔心「與任何巴基斯坦人共同策劃的話都有可能危及任務的展開，因為他們可能提醒目標。」但是美國國務卿希拉蕊·羅登·柯林頓則在應對媒體時說道：「與巴基斯坦的合作幫助我們找到賓·拉登和他藏身的建築物。」而歐巴馬也呼應她的說法。歐巴馬首席反恐顧問約翰·布倫南則說不能想像賓·拉登在巴基斯坦境內沒有獲得支持這種說法，他進一步指出：「人們過去一直把如何在眾人尋找之下躲藏當作一個問題，而我們現在正研究他如何能夠在那裡躲了這麼久。」
印度內政部長齊丹巴蘭（P. Chidambaram）指出關於賓·拉登藏身在巴基斯坦「內部深處」這一個問題，引起印度政府特別的關切。齊丹巴蘭也表示：「許多2008年孟買連環恐怖襲擊的肇事者仍繼續居留在巴基斯坦被庇護著，這些人包括當時展開攻擊的恐怖分子其指揮者以及執行者。」因此他呼籲巴基斯坦應該盡速逮捕他們。另一方面，於巴基斯坦出生的英國國會議員哈立德·馬哈茂德（Khalid Mahmood）則說他在得知賓·拉登居住在一座城市裡，而該處一旁駐守有成千上萬名巴基斯坦軍隊一事感到「大吃一驚」，並指出這件事透露了有關基地組織分子與巴基斯坦安全部隊之間可能有所謂的聯繫嫌疑存在著。
2011年8月7日時，美國間諜小說作家暨安全分析師萊呂恩·希爾豪斯（Raelynn Hillhouse）以個人帳號的方式、在自己的國家安全部落格「向我收費的間諜」（The Spy Who Billed Me）中發表了一篇文章，內容中提到說巴基斯坦三軍情報局過去便不斷庇護著賓·拉登，藉此來換取近2,500萬美元的獎金（Bounty）作為酬勞，然而包括三軍情報局和巴基斯坦政府官員都否認了這項指控。前巴基斯坦陸軍參謀長齊亞丁·巴特（Ziauddin Butt）將軍則說根據他所知道的消息，奧薩瑪·賓·拉登在2004年到2008年期間接受了當時巴基斯坦情報局局長伊賈茨·沙（Ijaz Shah）的幫助，在一棟隸屬於巴基斯坦情報局、位在阿伯塔巴德的安全屋子內躲藏；在這其中，包括曾擔任陸軍總司令的佩爾韋茲·穆沙拉夫都對此有著「全面的瞭解」，而現任陸軍參謀長阿什法克·佩爾韋茲·卡亞尼（Ashfaq Parvez Kayani）也可能早就已經知悉此事。
賓·拉登其最年輕的妻子則告訴巴基斯坦的調查員，他們躲藏時最早是於鄰近哈利普爾縣、一座名為「澤沙穆罕默德可汗」（Chak Shah Mohammad Khan）的莊園村落居住；在當地居住2年之後，一家人才在2005年年底搬離前往阿伯塔巴德生活著。但她在接受審問時沒有提到是否在這一過程之中，賓·拉登是否有接受他人機關的幫助而做出這一決定。

### 巴基斯坦的回應
根據一名巴基斯坦情報官員表示，許多經過竊聽的原始電話數據在巴基斯坦尚未分析的情況之下，便已經作為重要資料轉送到美國。然而儘管美國自2010年9月便開始「集中蒐集」有關賓·拉登以及建築物居民的資料，這個訊息在過去幾個月之間卻沒有「下放」給巴基斯坦的情報機關得知。由於賓·拉登是在「毫無蹤跡」的情況下失去有關他的消息，同時他在躲藏時也沒有接觸其他激進組織的網絡，因此美國情報機關便將重點放在進出可疑建築物的信使身上。也因為由美國時常自行收集分析有關基地組織的情報資料，在美國尚未與巴基斯坦分享相關資訊的情況下，巴基斯坦當地的情據機構對於賓·拉登可能躲藏在阿伯塔巴德一事並不知悉，不過巴基斯坦情報組織亦發現美國開始收集有關出入建築物的住戶資料。一名針對突襲行動發表看法的官方人士提到：「我認為他們在不知不覺的情況下進出當地。」同時他還指出在美軍人員展開突襲行動之前，巴基斯坦一方沒有人認為美軍會在不通知的情況下闖入巴基斯坦境內。
不過根據巴基斯坦駐英國的高級外交官員瓦吉德·山姆蘇爾·哈桑（Wajid Shamsul Hasan）指出，巴基斯坦在這之前便已經透過所蒐集到的相關資料，而知道美國軍方可能會展開類似的突襲行動。他提到巴基斯坦是「知道某些事情」，以及「在我們默認之下發生了某事。美國人已經開始瞭解他─他是第一個─這就是為什麼他們選擇展開襲擊且準確地打擊他。」巴基斯坦駐美國大使侯賽恩·哈卡尼（Husain Haqqani）則表示巴基斯坦不斷尋求有關賓·拉登出現位置的情報，且巴基斯坦「非常高興我們的美國夥伴做到了。他們有超群的聰明才智以及精湛的科學技術，我們感謝他們如此做」。另一名巴基斯坦官員則說，巴基斯坦「只依照授權條款，針對有關在我國領空飛行的直升機提供協助」，而之後的突襲行動則是由美國進行，他還表示說：「無論如何，我們都不希望這類任務在行動中出現任何突發狀況。」
但在2011年6月時，三軍情報局逮捕了將位在奧薩瑪·賓·拉登躲藏處一旁的房屋出租給中央情報局特別行動隊員的屋主，以及另外5名在巴基斯坦當地提供中央情報局有關基地組織資料的線民。
巴基斯坦逮捕涉嫌協助美國人確定本·拉登行蹤的醫生沙基勒·阿夫里迪，並於2012年以「叛國罪」等罪名判處其入獄33年，引起美國不滿。阿夫里迪的叛國罪在次年被推翻，但是他仍因其它罪名繼續被囚禁。他的刑期後來獲得縮減至23年。

## 後續事件

### 美國加強安全防範
美國政府為了防範奧薩瑪·賓·拉登的死將會引發其餘恐怖組織決定展開針對美國的報復性恐怖襲擊，美國國務院對全體美國公民發布了全球性旅行預警，要求在外國旅遊辦公的美國人加強相關的安全防範。而在5月3日時，美國決定暫時關閉有關駐巴基斯坦大使館以及其他3座領事館的日常事務服務，只提供有關「其它重要事務與美國公民緊急要求」等服務，但美國政府並有通知何時才會進一步開放。另一方面，美國國內包括機場、車站等公共場所都加強了安全警戒，希望藉此來防範可能的恐怖襲擊。
而根據《洛杉磯時報》的報導指出賓·拉登在被美軍海豹部隊擊斃之後，基地組織內將會由更為激進的第二號人物艾曼·扎瓦希里擔任接班人，而報導指出這可能會使基地組織之後的行動更加極端和暴力。另外也有分析指出，基地組織在許多個國家已經有可以自行運作的分支機構，因此很難輕易瓦解基地組織的聯絡網路。另一方面美國聯邦調查局亦更新了通緝犯名單，將扎瓦希里取代了賓·拉登的位置而成為美國「十大逃亡恐怖份子」之首。

### 證據處理
美國情報人員從建築物內查獲了大量的資料證據，包括有10隻手機、5台到10台電腦與12個硬碟、至少100個儲存資料的磁碟（包括有隨身碟和DVD光碟）、手寫筆記、文件檔案、個人武器和「各式各樣的個人物品」。另外負責有關詳細通話查詢（Call detail record）的情報分析家，也開始研究在賓·拉登衣服上所縫製的兩組電話號碼來源。
從住宅中所收扣的證物在之後聚集起來存放於位在維吉尼亞州匡提科的聯邦調查局實驗室（FBI Laboratory），在那裡司法科學專家陸續分析所蒐集到的證據，試圖從遺留下的指紋、脫氧核糖核酸以及其他微量跡證（Trace evidence）判斷可能來過的基地組織成員，而這些資料的備份也會提供給其他機構使用。之後情報官員則會依照嚴謹監護環（Chain of custody）的程序保留這些資料，以備在將來進行審判時得以作為證據使用。
中央情報局組成了一支特別團隊，負責整理自賓·拉登的住宅索取得的數位檔案以及其他文件證據。美國中央情報局的工作小組聯同其他美國政府機構將這些資料「作為種種情報進行分類、登記以及分析」，這些參與的機構包括有美國國土安全部、美國財政部、美國國家反恐怖主義中心（National Counterterrorism Center）、美國國家地理空間情報局、美國國家安全局、國防情報局、國家情報總監、聯邦調查局以及國家媒體開發中心（National Media Exploitation Center）等。

### 隱形直升機的現身
在這次突襲行動中使用的MH-60黑鷹直升機經過了特別修改以減少其雷达散射截面的面積，藉此設計使得任務得以在巴基斯坦當局不知情的情況下展開，進而確保了突襲行動的保密程度以及降低遭到反擊的風險。這也是首次經過戰場經歷而證實已經有所運用的匿蹤能力直昇機（Stealth helicopter），一些報告則指出該機可能採納了部分來自F-117夜鷹戰鬥機、B-2幽灵式戰略轟炸機以及F-22猛禽戰鬥機的匿蹤飛行技術。儘管在任務結束之後，海豹特種部隊的成員立即藉由引爆直升機的方式來摧毀機上的敏感設備；然而黑鷹直升機的尾部結構並沒有在這次爆炸後遭到摧毀，包含尾部螺旋翼（Tail rotor）在內的直升機尾部在引爆後便置於建築物圍牆旁。
巴基斯坦的安全部隊在第一時間內用布將直升機殘骸隱藏起來，並連同將整棟建築物進行封鎖，之後在布的包裹之下將剩餘的飛機殘骸以拖吊機運往他處。但儘管巴基斯坦軍方對於這些機密設備有所隱藏，仍然被一些新聞記者設法獲取了一些相關照片。而根據報導，一些當地的孩童將這些殘骸收集起來當作紀念品販售。在這些照片之中展示了一種過去未曾公開的低可偵測性技術，可以明顯推斷是為了有效減少噪音以及雷達訊息而特別設計的。《航空周刊》（Aviation Week）在第一時間指出該機很明顯便是以MH-60黑鷹直升機為基礎進行修改，並指出從殘骸中判讀出來的飛機序號與一架2009年製造的MH-60直升機一致。事後官方證實匿蹤能力直昇機的確有參與這次突襲行動，其目的是為了讓突襲成員在經過人口稠密區時能減少被當地軍事機構發現的機率。從目前所公布的照片中可以得知，該架黑鷹直升機其尾桁以及飛機整流罩（Aircraft fairing）處已經過匿蹤設計，而穩定器（Stabilizer）則為了降低噪音出現採用5片到6片的旋翼設計；另外在隱藏紅外線特徵（Infrared signature）部分，則是採用類似已進入實用的V-22魚鷹式傾轉旋翼機的設計。
美國在巴基斯坦軍方接掌這些直升機殘骸後，不斷要求巴基斯坦政府歸還這些殘骸；另一方面根據巴基斯坦官方報告指出，中華人民共和國政府也表示對這批殘骸有所興趣。然而面對這一巴基斯坦的報告，五角大廈官員擔心在中華人民共和國政府的主導之下，中國軍方可能會藉由逆向工程的方式獲得相關的匿蹤技術。在這之前中國政府便在1999年科索沃空戰之中，向塞爾維亞共和國接收一架遭高射砲擊墜的F-117夜鷹戰鬥機。而從突襲行動結束之後，便一直有未經證實的消息指出巴基斯坦政府早已允許中國軍方的情報官員對失事的直升機進行調查。為此美國政府派遣美國參議員約翰·凱利前往巴基斯坦訪問，以確保巴基斯坦與美國之間的友好關係，同時向巴基斯坦政府在殘骸回收的議題上進行談判。最後巴基斯坦政府向約翰·凱利表示在經過2個禮拜的調查羈押之後，巴基斯坦將會使這些飛機殘骸安全的運回美國。然而有關於對於巴基斯坦在保管殘骸的這段期間，從這些直升機殘骸上獲取了多少資訊則不為人知。
這架經過改裝的黑鷹直升機在曝光後首次證明，相關的匿蹤技術同樣也是有能在直升機上使用。然而一些專家則認為從直升機尾部的結構上，實際上並不能獲取大量有關結構方面的機密資訊。一來有許多匿蹤戰機其低可偵測性技術已被大量運用，二來在這之前也已經有計畫遭到取消的RAH-66卡曼契直升機出現，因此這架經修改過的黑鷹直升機其實際意義為第一款經證實投入實戰的「匿蹤直昇機」。因此這些專家推測在所能獲得的情報中，最為珍貴的應該是漆於尾部、用來吸收雷達波長的特殊漆料。在2011年8月一份報告指出，巴基斯坦曾允許中華人民共和國的科學家針對直升機尾部的細節進行調查，其中這些中國科學家對於殘骸上的雷達吸收塗料特別有興趣，但隨後巴基斯坦以及中國官方便否認了這些說法。

### 情報來源的爭議
賓·拉登死亡之後，包括曾擔任司法部法律諮詢室（Office of Legal Counsel）的柳約翰以及前任總檢察長麥可·穆凱西等布希時期的政府官員，在自己的作品中聲稱他們為了得到情報所授權情報官員得以使用強化審問技術（Enhanced interrogation techniques），最後成功使中央情報局得以定位賓·拉登的藏身之處。而穆凱西還明確的指出，由於對哈立德·謝赫·穆罕默德實施水刑使得情報官員得以得到有關賓·拉登的信使暱稱等關鍵的細節資訊。
不久之後包括美國政府官員以及國會議員都反對這一說法，包括共和黨議員約翰·麥肯和於美國參議院情報委員會擔任副主席的民主黨議員黛安·范士丹等都反駁這些發言是「虛假的」。他們引述一份由美國中央情報局局長萊昂·帕內塔一份報告，在這份報告中萊昂提到了信使的綽號並非來自哈立德·謝赫·穆罕默德，而是從另一名已遭到美國政府拘捕的嫌疑人審訊而來；此外這些國會議員他說道他們「相信沒有折磨」一事的發生，而麥肯呼籲穆凱西應該要撤回他的主張。他提到：
|  | 我已經從參議院情報委員會的工作人員要求取得進一步的資料訊息，之後他們跟我確認說其實正確的情報來自一名遭到美國中央情報局拘留的嫌疑犯─這情報也就是得知一名真正基地組織的成員、同時也與奧薩瑪·賓·拉登有著密切關係的阿布·艾哈邁德·庫威蒂其重要性─透過標準且非強制性的手段取得，而不是經由任何『強化審問技術』。 |

之後中央情報局局長萊昂·帕內塔寫了一封信給麥肯，針對這個問題上他指出「的確一些被拘留者由於受到強化審問技術的逼迫，而提供了對於信使扮演角色的有用訊息。然而不管這些技術是否為「快速且有效的」獲得這些情報的途徑，這仍然是一個十分具有爭議性的問題且也不能建立明確的規範措施。」在帕內塔給麥肯的信中提到雖然有些訊息可能來自那些已被強化審問技術折磨的拘留者口中，然而信中也明確表示強化審問技術也可能阻礙搜尋賓·拉登的工作，因為在審問時拘留者可能會編出一些虛假的資料提供給情報官員。中央情報局局長帕內塔在給參議員麥肯的信中還寫道：
|  | 我們首先一名在2002年遭到美國中央情報局關押的拘留者口中查出信使的假名。然而同樣值得注意的是，一些受到強化審訊技術逼迫的拘留者也試圖提供有關信使的虛假或者誤導性情報，這些人企圖遮掩有關信使所扮演角色的舉動反而引起我們的注意。最後，沒有一名羈押的拘留者向美國中央情報局透露有關信使的全名、真名或者是具體下落，這一信息是我們透過其他情報手段調查出來的。 |

此外還有其他美國官員聲稱，在2001年9月11日恐怖襲擊發生後不久，在黑牢（Black site）的拘留者告訴美國中央情報局的審訊人員有關信使的假名為「庫威蒂」，而當之後哈立德·謝赫·穆罕默德被抓獲以後，他只是「確認了」信使的假名。然而阿布·法拉傑·利比（Abu Faraj al-Libbi）被抓獲以後他則提供虛假的誤導性質資料，他一方面否認他知道庫威蒂的存在，另一方面則編造了一個名字來頂替信使的角色。此外審訊小組聲稱信使的假名並不是「在酷刑時透露，而是被拘留幾個月後審訊人員在沒有動粗辱罵的情況下審問出來」。

### 行動代號的爭議
這次任務其正式的官方代號為「海神之矛行動」，其中「海神之矛」是指由尼普頓手持的三叉戟；這也被拿來作為特種作戰資歷章（Special Warfare insignia）的主體設計，而三叉戟的三個分叉分別象徵海豹部隊同時具有海上、陸上以及空中執行任務的能力。而在一些有關突襲行動的初步報導中，聲稱在突襲行動之中「傑羅尼莫」（Geronimo）是用來描述賓·拉登他本人。這些說法的來源主要是引用幾名當時在白宮戰情室觀看作戰情況的政府官員，包括美國總統歐巴馬在內一度告訴記者說賓·拉登的代號便是「傑羅尼莫」，但是這一說法與後來公布的官方消息相互矛盾。可能的原因在於當時在白宮戰情室的政府官員觀看自阿伯塔巴德傳來的任務影像時，實際擔任解說的是人正位在喬治·布希情報中心（George Bush Center for Intelligence）的萊昂·帕內塔。當任務末段時帕內塔先是提到「我們目擊到傑羅尼莫了」，之後才說道：「傑羅尼莫EKIA。」不過當時地面指揮官的回報則是先說：「為了上帝和國家─這是傑羅尼莫、傑羅尼莫、傑羅尼莫。」
在官方報告中則指出，突襲任務之中奧薩瑪·賓·拉登的個人代號為「大獎」（Jackpot），而「傑羅尼莫」則時拿來作為賓·拉登遭到逮捕或者是擊斃的回報代碼。不過一些由政府官員提供的消息來源則解釋，在這次作戰的每一個階段性任務都是按照英文字母順序排列標記而成；這種作法又被叫做「執行紀錄單」（Execution Checklist），主要是用來確保所有參與行動者在進行各自任務時，在無線電最低限度使用的情況之下仍能保持同步行動。「傑羅尼莫」便是指是整個作戰已經達到字母「G」所提為的最終步驟之一，也就是做為海豹部隊已擊斃或者俘虜賓·拉登且戰鬥任務結束的攻擊代號。隨然還有一些消息指出沒有一個代號是拿來指稱賓·拉登本人，不過官方報告中指出賓·拉登其個人代號為「大獎」（Jackpot）；但根據ABC News的報導仍然指稱根據過去的常規，賓·拉登其正確代號應該是「卡布瑞」（Cakebread），而《紐約客》在文章中則指稱代號應該是「曲軸」（Crankshaft）。
然而任務代號的使用仍然引起眾人的注意，原因在於傑羅尼莫其本人幾乎被美洲原住民視為民族英雄。傑羅尼莫是奇里卡華阿帕契的印第安人首領，曾在19世紀帶領當地族人抵抗美國政府的入侵並多次躲避美國的追捕，甚至還曾多次對來自美國和墨西哥的移民者發動突擊行動。然而在這次於巴基斯坦的行動中，由於一名地面操作人員在向任務指揮官回報時，直接以「傑羅尼莫EKIA（指敵人在行動中喪生）」 來指稱賓·拉登已經遭到擊斃，而遭到一些民眾的抗議。部分印地安血統的美國人反對將「傑羅尼莫」這個名稱用於這一方面，因為它可能會延續美洲印第安人即是敵人的刻板印象，而許多印地人也認為傑羅尼莫不可能亦不應該與賓·拉登有任何關係。作為奇里卡華後繼者的錫爾堡阿帕契部落（Fort Sill Apache Tribe）的酋長便寫了一封信給美國總統歐巴馬，要求他「正視這一項錯誤」；納瓦霍族保留地的酋長也敦促美國總統以及其轄下的美國政府，指出應該將代號名稱重新命名。美國印地安人全國代表大會（National Congress of American Indians）的官方代表指出，焦點應該放在我們必須對如此大量且於軍中服役的美洲原住民表示尊重，而且美國政府應該要向他們保證「傑羅尼莫」並不是賓·拉登的代號。美國參議院印地安事務委員會（United States Senate Committee on Indian Affairs）則將這一議題加入聽證會的議程之中，並在之後聽取各個部落首領對於這一問題的看法，然而國防部只表示他們這樣做並沒有不敬之意。另一方面，著名的政治活動家諾姆·杭士基則在這次「傑羅尼莫」一詞使用的爭議中寫道：「沒有人查覺到他們正在以一個幾近滅絕的種族英勇抵抗侵略者的故事，來為賓·拉登樹立他個人的榮耀。」

## 陰謀論
在2011年5月1日時，美國政府宣布賓·拉登已經遭到擊斃的說法並沒有得到大眾的普遍接受。而在之後儘管無論是DNA測試證實了遺體的身份、賓·拉登其12歲的女兒親眼目睹了賓·拉登遭到擊斃，以及在2011年5月6日基地組織在聲明中證實了有關賓·拉登死亡的消息，仍然有部分人士對於這次行動相信有陰謀論的存在。一些抱持陰謀論人士認為賓·拉登並沒有於這次突襲行動中喪生，而所持有的懷疑理由包括美國迅速將賓·拉登的遺體在阿拉伯海進行海葬、極高速度的DNA判別結果，以及美國政府最後決定不公佈遺體的照片與攝錄等種種基礎，這些都造成不少人質疑或揣測有關賓·拉登死亡的正確性。而在賓·拉登死亡之處阿伯塔巴德，當地的民眾普遍質疑賓·拉登是否已經死亡，或是否真的曾居住在他們的附近。另外著名反戰人士辛迪·希恩指出：「他們（美國政府）曾將前伊拉克總統薩達姆·海珊死掉的兒子們示眾，證明他們確實已經死了，你認為他們為何匆匆忙忙的為賓·拉登進行海葬？」一些網際網路的部落格指稱美國政府發起了這起虛假的襲擊行動，一些網路論壇也對於這是否是一場虛假的行動展開了辯論。
2013年4月2日，根據一家專門分析政治動向的美國機構 — 公共政策民調基金會所做的調查顯示，有6%的美國民眾投票認為，奧薩瑪·賓·拉登還活著。
2020年10月，美国总统特朗普在Twitter上转发了称本·拉登没死的推文。

## 外部連結
- （英文） Modélisation 3D du compound de Ben Laden（页面存档备份，存于）
- （英文） Osama Bin Laden Dead（页面存档备份，存于）
- （简体中文） 专题：美军击毙本·拉登（页面存档备份，存于）